# Slakken
Slakken of buikpotigen (Gastropoda) zijn een klasse in de stam van de weekdieren (Mollusca). De naam buikpotigen en de wetenschappelijke naam verwijzen naar de gespierde onderzijde van het langwerpige lichaam, waarmee de dieren zich voortbewegen. De naam 'Gastropoda' is afgeleid van het Oudgriekse γαστήρ, gastēr, buik of maag, en πούς, pous, poot. Gastropoda is een zogenaamde plurale tantum, het is altijd meervoud. 
De eerste herkenbare slakken stammen uit het Cambrium. Er zijn wereldwijd zo'n 60.000 tot 75.000 soorten beschreven en benoemd. De meeste slakken zijn tweeslachtig; ze kunnen van gescheiden geslacht zijn maar ook hermafrodiet.  
De slakken zijn op verschillende manieren in te delen. Zo zijn slakken de enige weekdieren die behalve in het water ook op het land voorkomen. Ongeveer 30.000 soorten leven in zee, 5.000 soorten in zoet water, en 30.000 soorten die op het land leven. Er zijn slakken met een huisje (huisjesslakken) en slakken zonder huisje (naaktslakken), soorten die door middel van kieuwen ademen en andere die longen hebben. Er zijn aaseters, planteneters, detritus-eters, en op prooien jagende vleeseters.
De huisjesslakken worden gekenmerkt door een enkele schelp die meestal windingen heeft. Doordat deze slakken vaak een verkalkt huisje hebben, zijn er van deze diergroep veel uitgestorven soorten bekend. Veel soorten worden gebruikt als gidsfossiel, aan de hand waarvan de ouderdom van aardlagen kan worden vastgesteld.

## Algemeen

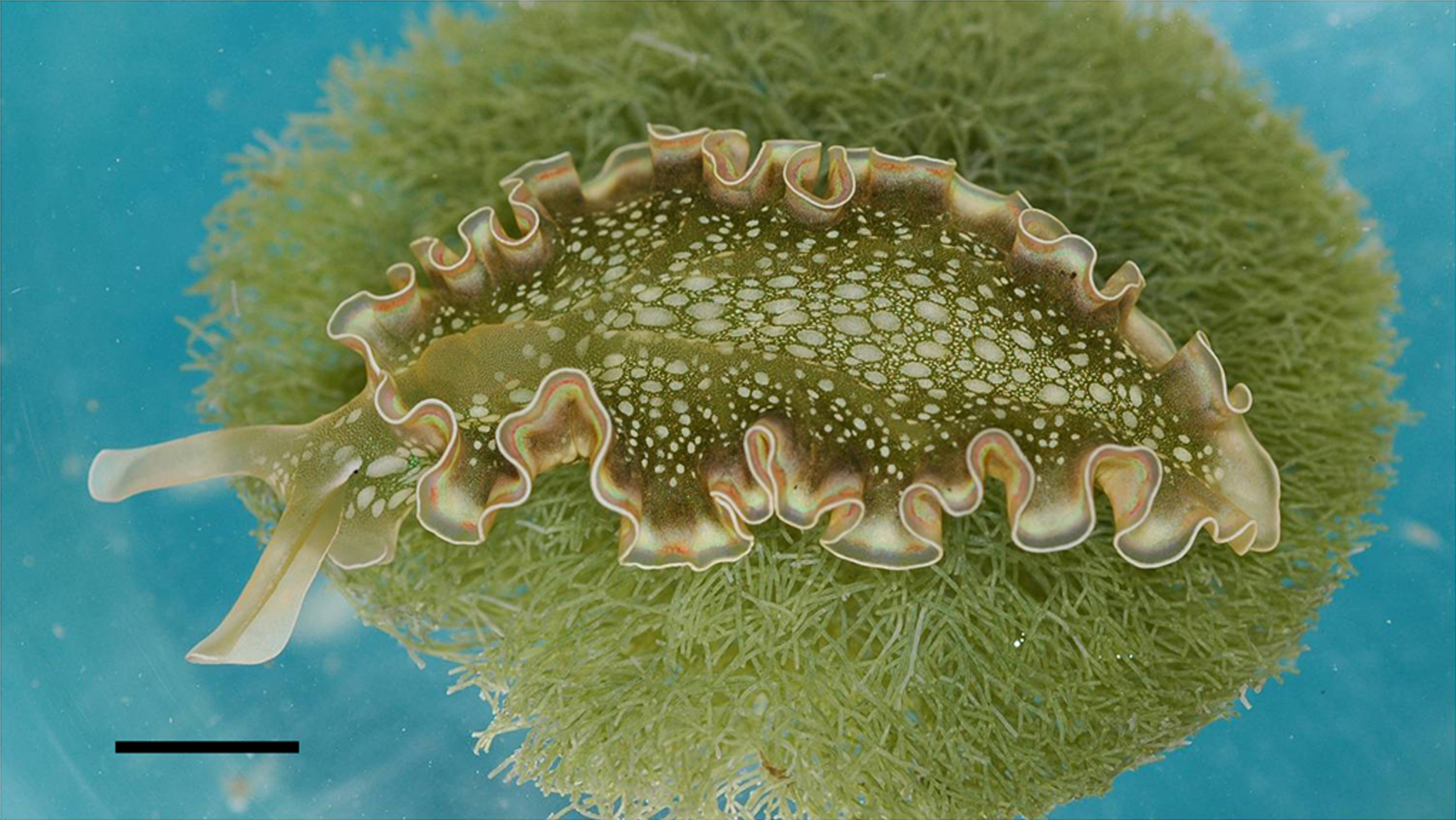
Elysia crispata, een in zee levende naaktslak (lengte ca. 3,5 cm.)

De bij mensen bekende slakken komen voor in de tuin en zijn landbewonend, wat een grote uitzondering is binnen de weekdieren.
Het lichaam van een slak bestaat voor een heel groot deel uit water. De slijmerige huid zorgt er bij landbewonende slakken voor dat de dieren niet uitdrogen. De belangrijkste functie van slijm ligt echter in de voortbeweging. Het zorgt er als het ware voor dat de weg geplaveid wordt, waardoor het dier zich al glijdend gemakkelijk over het substraat kan voortbewegen. Als een slak verticaal moet voortbewegen, wat meer grip vereist dan horizontaal bewegen, wordt een ander soort slijm afgescheiden. Naast het vochtgehalte zijn slakken ook zeer gevoelig voor andere omgevingsinvloeden zoals temperatuur, lichtintensiteit en met name het zoutgehalte, omdat dit van zeer grote invloed is op de vochthuishouding van hun waterige lichaam.
Landbewonende soorten zoeken plaatsen op waar de relatieve luchtvochtigheid hoog is. Daarom leven veel soorten verscholen in de vegetatie, onder afgevallen bladeren of dood hout, onder stenen, in spleten etc. De meeste soorten mijden de zon hoewel een aantal zich heeft aangepast aan een leven in een droge en hete omgeving. Veel soorten zijn vooral of zelfs alleen 's nachts actief of komen tevoorschijn na een regenbui.
De meeste slakken hebben een onopvallende verschijning om geen vijanden aan te trekken. De huisjes van veel zeeslakken hebben weliswaar een prachtige schelp maar deze is bij levende dieren niet te zien vanwege het periostracum van de schelp. Zeenaaktslakken hebben vaak juist felle kleuren om aan te geven dat ze giftig zijn. Veel soorten hebben spectaculaire kleuren en patronen, en zijn daarom geliefd in zoutwateraquaria. Van dode dieren die men in een conserveringsvloeistof bewaart, blijven kleuren meestal niet behouden.

## Evolutie
De slakken ontwikkelden zich in zee, de vroegst bekende soorten stammen uit het late Cambrium. Sommige slak-achtige fossielen als Helcionella en Scenella uit het Vroeg-Cambrium worden tegenwoordig niet meer als slakken beschouwd. Het in het vroege Cambrium levende diertje Aldanella had een gedraaide schelp maar was waarschijnlijk geen weekdier. In het Ordovicium waren er al verscheidene vormen van slakken in diverse typen wateren. Soorten uit het Paleozoïcum behoren tot de meer primitieve weekdieren, hoewel sommige nog steeds bestaan. Tijdens het Carboon hadden de slakken al de vormen en maten van de soorten die we vandaag kennen maar dat is slechts gebaseerd op de uiterlijke gelijkenis van de schelp. De voorouders van de meeste moderne slakken kwamen pas voor in het Mesozoïcum. De eerste landbewonende slak is Maturipupa en duikt op in het Carboon in Europa. De landbewonende slakken waren echter dun gezaaid tot in het Krijt, waar onder andere de bekende Helix-soorten uit stammen.
In aardlagen uit het Mesozoïcum en het Cenozoïcum komen net iets meer fossielen van weekdieren dan andere fossielen voor. Dit is te danken aan de harde schelpen van slakken (en tweekleppigen) die goed bewaard kunnen blijven. Ze worden in allerlei soorten afzettingen aangetroffen, als het sediment maar niet ontkalkt is. Van schelpen van slakkensoorten worden ook afdrukken in oorspronkelijk zacht sediment als fossiel aangetroffen. De geologische studie van fossiele slakken en weekdieren in het algemeen geeft een beeld van de veranderingen van het milieu in het verleden.
Ammonieten worden wel verward met fossiele slakken. Ammonieten behoren echter tot een uitgestorven groep inktvissen of koppotigen, een andere weekdiergroep. Net als slakken hadden deze dieren een enkele, spiraalvormige schelp. De dieren bezaten echter, net als de huidige inktvissen, meerdere tentakelachtige armen.

## Anatomie

De algemene anatomie van een landslak

De belangrijkste kenmerken van een naaktslak.

De meeste soorten slakken hebben net als alle weekdieren een uitwendig skelet dat bestaat uit een steeds groter wordende spiraalsgewijs opgewonden buis die dicht is aan de kleine kant en open is aan de grote kant. Dit 'slakkenhuis' bestaat meestal uit verschillende windingen en is opgebouwd uit kalk (calciumcarbonaat) en hoornachtige stoffen die verwant zijn aan chitine.
De draaiing (torsie) van de schelp zoals bij de wijngaardslak is later in de evolutie bij sommige soorten weer verloren gegaan, zoals bij de schaalhorens. Er zijn ook veel (niet aan elkaar verwante) groepen die geen uitwendige schelp meer hebben, maar die alleen een rudimentaire inwendige schelp of zelfs in het geheel geen schelp meer bezitten. Slakken zonder duidelijk slakkenhuis worden naaktslakken genoemd.
De torsie is bij de meeste slakkensoorten rechtsgewonden. Dit is in de anatomie aan de ligging van de organen te zien. Het is ook zichtbaar aan de draaiingsrichting van de schelp (Als men het slakkenhuis met de top van de schelp aan de bovenkant houdt en de mondopening naar zich toe houdt, dan is de schelp rechtsgewonden als de mondopening zich aan de rechterkant van de schelp bevindt). Er zijn ook soorten die een torsie naar links vertonen. Bijna elke soort is uitsluitend rechts- of uitsluitend linksgewonden, maar in zeldzame gevallen komen van een normaal rechtsgewonden soort ook linksgewonden individuen voor (of omgekeerd). Er is in dat geval sprake van een gril van de natuur, dat niet genetisch bepaald is. Ook de organen zijn soms omgedraaid. Dit is als een misvorming op te vatten. Nog uitzonderlijker is het voorkomen van zowel links- als rechtsgewonden slakken in het geslacht Amphidromus, zoals bij Amphidromus inversus.
De torsie heeft zich tijdens de evolutie geleidelijk ontwikkeld uit een recht lichaam. Hier heeft de slak voor moeten inleveren; het komt vaak voor dat een slak bijvoorbeeld maar één ontwikkelde nier heeft, of zelfs maar één nier. De andere is in de loop van de evolutie verdwenen om ruimte te sparen. Dit komt ook voor bij een andere diergroep met een langwerpig lichaam; de slangen, al gaat het hierbij om de longen.
Omdat de schelp in principe uit één deel bestaat, worden ze ook wel 'Univalvia' genoemd, omdat ze maar één (uni) schelp (valva) hebben, in tegenstelling tot de tweekleppigen of schelpdieren, die twee schelpen hebben en bivalvia worden genoemd (bi betekent twee).
De in zee levende keverslakken hebben een huisje dat bestaat uit meerdere kalkdelen (vaak acht), en behoren wel tot de weekdieren maar niet tot de slakken.
Alle slakken hebben een langwerpig lichaam, dat in drieën is verdeeld; de gespierde voet voor de verplaatsing, een viscerale massa boven de voet die de organen bevat en zich in principe in de schelp bevindt en een vaak goed te onderscheiden kop. Op de kop zijn de twee gesteelde ogen zichtbaar, de steeltjes worden tentakels genoemd. Lang niet alle slakken hebben echter ogen, de soorten die ze wel hebben kunnen alleen lichtverschuivingen waarnemen. Sommige soorten hebben complexe ogen met lenzen. Alle slakken hebben onder de ogen een gepaard gesteeld zintuiglijk orgaan dat korter is dan de oogstelen, de zogenaamde tasters. Deze bevatten receptoren die onder andere geuren analyseren en worden gebruikt om de omgeving waar te nemen. Bij verstoring hebben slakken de typische gewoonte om de ogen en de tastorganen 'in te trekken' wat een zeer opmerkelijk gezicht is.
Sommige zeeslakken leven ingegraven in de zeebodem, en hebben ademhalingsbuisjes die boven de waterbodem reiken om zuurstof en voedsel uit het water te filteren of vijanden op te merken.

## Voedsel en vijanden
Veel op het land levende slakken eten voornamelijk planten, maar vele soorten eten ook aas, paddenstoelen en schimmels. Veel soorten zijn belangrijke opruimers die ten onrechte als schadelijk worden gezien. Sommige naaktslakken eten ook wel andere dieren, waaronder andere naaktslakken. In zee levende slakken kunnen behoren tot de planteneters, aaseters en ook vleeseters, zoals de wulk. Carnivore zeeslakken boren gaatjes in schelpen en eten het andere weekdier op.
Slakken hebben een rasp-achtige tong, genaamd radula, die bestaat uit vele duizenden kleine hoornachtige tandjes. Hiermee worden dunne laagjes weefsel van het voedsel geschraapt. De grootte, vorm en aantal tanden is dan ook aangepast op het voedsel van de slak.
Vijanden van land bewonende slakken zijn vooral vogels zoals lijsters, vooral de zanglijster is dol op slakken en laat soms ware kerkhoven van gebroken huisjes achter. Ook sommige andere dieren eten slakken, en zijn er meestal in gespecialiseerd vanwege het niet eenvoudig te kraken huisje. Voorbeelden zijn sommige slangen en hagedissen en een aantal insectenlarven, zoals die van veel loopkevers maar ook duizendpoten, kikkers en padden, muizen en egels lusten graag slakken. Een hagedis die veel slakken eet en ook in Nederland en België voorkomt is de slang-achtige hazelworm (Anguis fragilis). Sommige dieren eten liefst naaktslakken, andere hebben liever huisjesslakken.
In zee levende slakken worden door kreeftachtigen en vissen gegeten, de bont gekleurde soorten, zoals die met een parelmoerlaag aan de binnenzijde van de schelp worden daarnaast opgevist door de mens om de decoratieve waarde, een voorbeeld van een populaire soort is de oorschelp. Het massaal opvissen van sommige soorten door de mens heeft tot plagen van hun prooidieren geleid. Het achteruitgaan van de tritonshoorn bijvoorbeeld heeft tot gevolg dat de doornenkroon, een zeester, grote schade aanricht door koralen af te grazen.

## Voortplanting

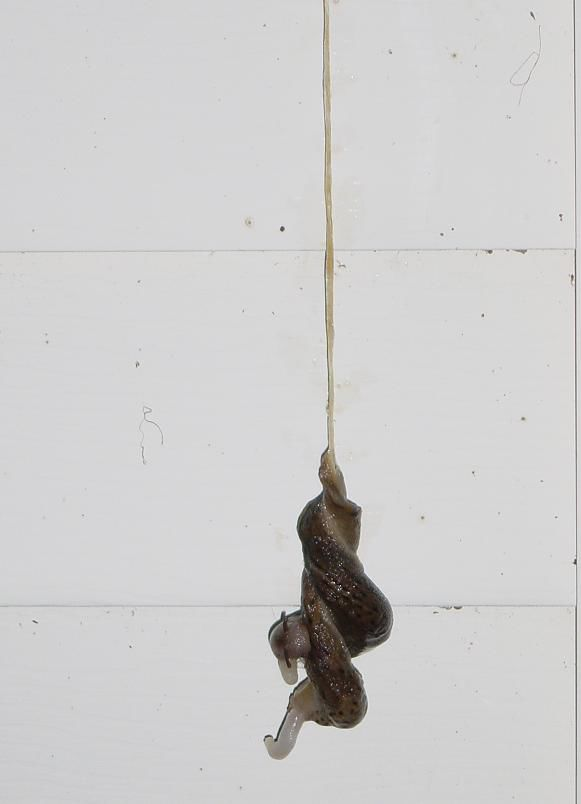
Parende naaktslakken

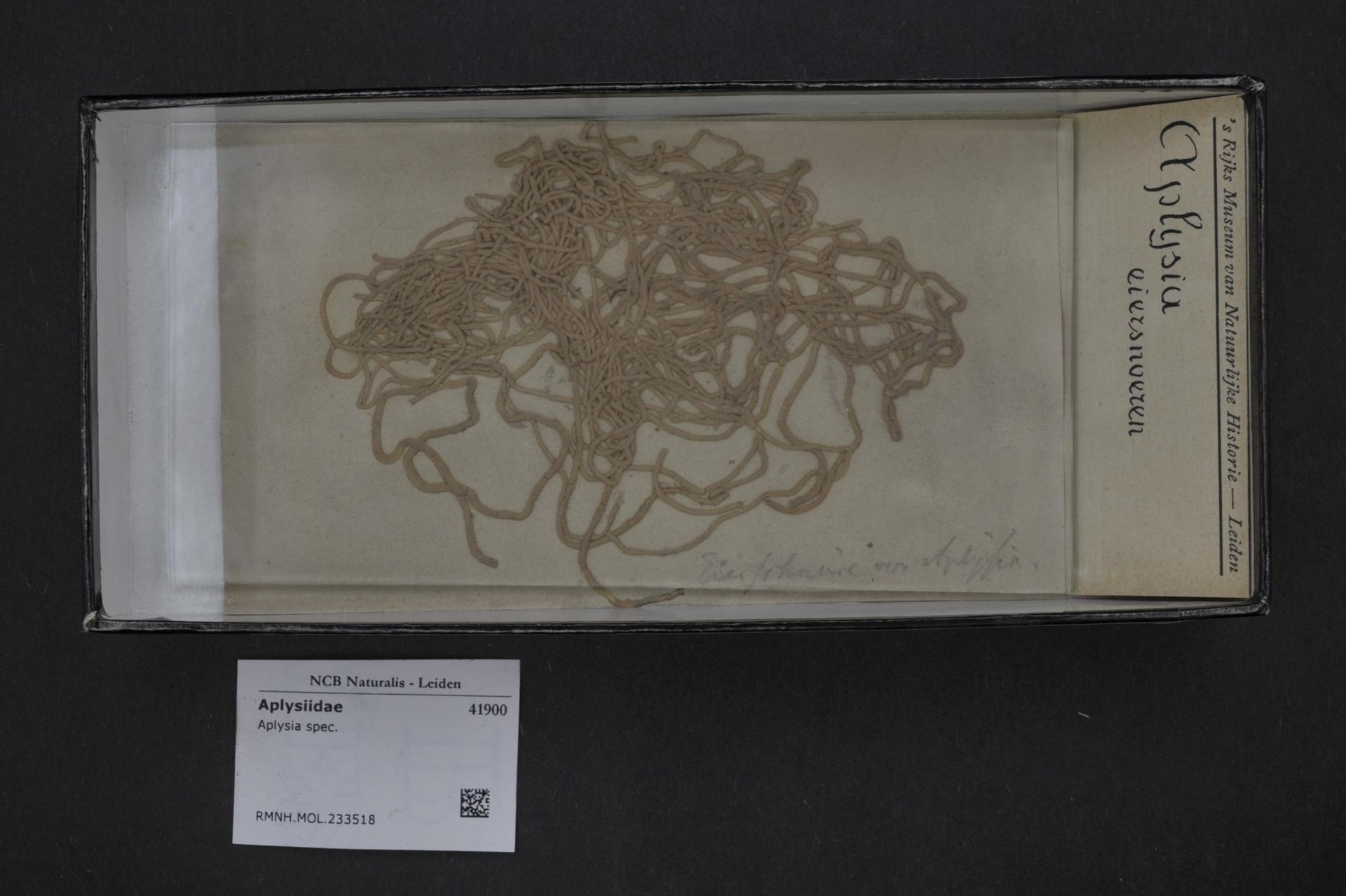
Eiersnoeren van een Aplysiasoort.

Wat bij zoogdieren als afwijkend wordt beschouwd en hermafrodiet wordt genoemd is bij slakken juist de gangbare vorm van voortplanting; een slak heeft zowel mannelijke als vrouwelijke geslachtsorganen. Slechts enkele soorten kunnen zichzelf bevruchten, maar dit heeft als nadeel dat er geen uitwisseling van genen plaatsvindt. Bij veel soorten is de paring wederzijds, beide dieren worden bevrucht. Na de paring worden de eitjes afgezet, meestal in de bodem of verstopt onder bladeren of stenen. De eitjes van slakken zijn slechts enkele millimeters in doorsnede, en meestal doorzichtig. Landslakken lijken als ze uit het ei kruipen vaak al een beetje op de ouders.
Slakken die in zee leven, hebben een larve-stadium, dat veligerlarve wordt genoemd. De larven maken onderdeel uit van het zoöplankton.

## Relatie tot de mens

### Bescherming

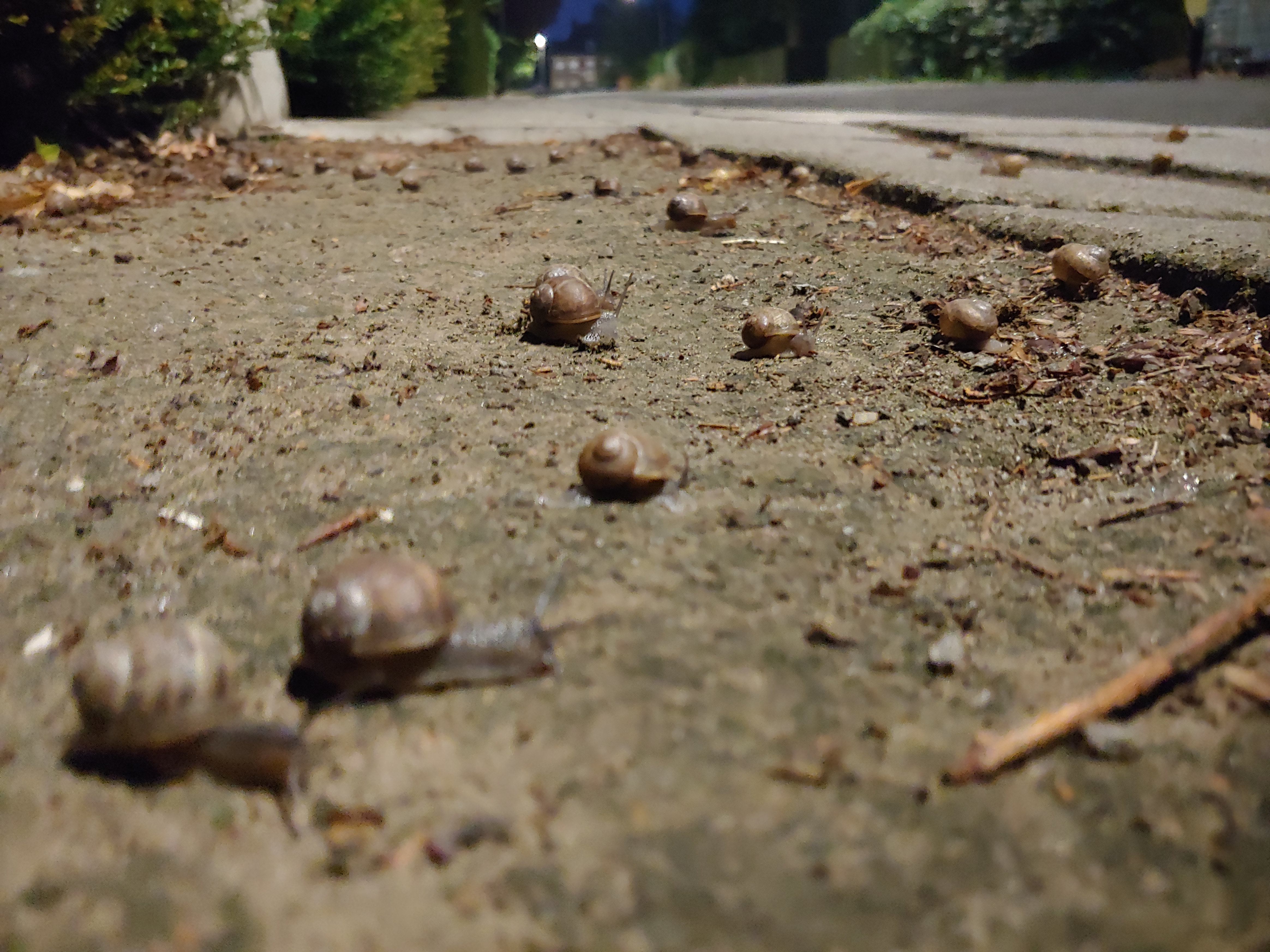
Een groep slakken 's nachts, te Aalst.

In Nederland staat de wijngaardslak op de lijst van beschermde diersoorten van de Flora- en faunawet. Dat betekent dat levende maar ook dode dieren (lege schelpen) voor geen enkel doel in Nederland mogen worden verzameld of verhandeld. Daarnaast vallen drie soorten slakken onder de Habitatrichtlijn: nauwe korfslak (Vertigo angustior), zeggenkorfslak (Vertigo moulinsiana) en de platte schijfhoren (Anisus vorticulus).

### Slakken in de cultuur
Een aantal slakken wordt gewaardeerd als decoratie vanwege de soms erg mooie schelp. Vooral in zee levende soorten maken soms ware kunstwerkjes met parelmoerglans, bijzondere vormen of stekelstructuren, bovendien worden ze veel groter. Deze schelpen kunnen worden ontdaan van het periostracum. Dit is de buitenste laag waaruit schelpen zijn opgebouwd. Het periostracum bestaat uit een hoornachtige stof en heeft vaak een egaal bruinachtige kleur waardoor de kleuren van de kalkschelp niet of slecht zichtbaar zijn. De kauri's zijn bijvoorbeeld een gewild verzamelobject. Soorten uit deze groep slakken zijn daarnaast lange tijd gebruikt als betaalmiddel en/of speelden een rol in magie. Ook in de taal vindt men slakken terug in gezegden als zo langzaam als een slak en met een slakkengangetje, refererend aan de langzame voortbeweging van slakken.

### Slakken als voedsel

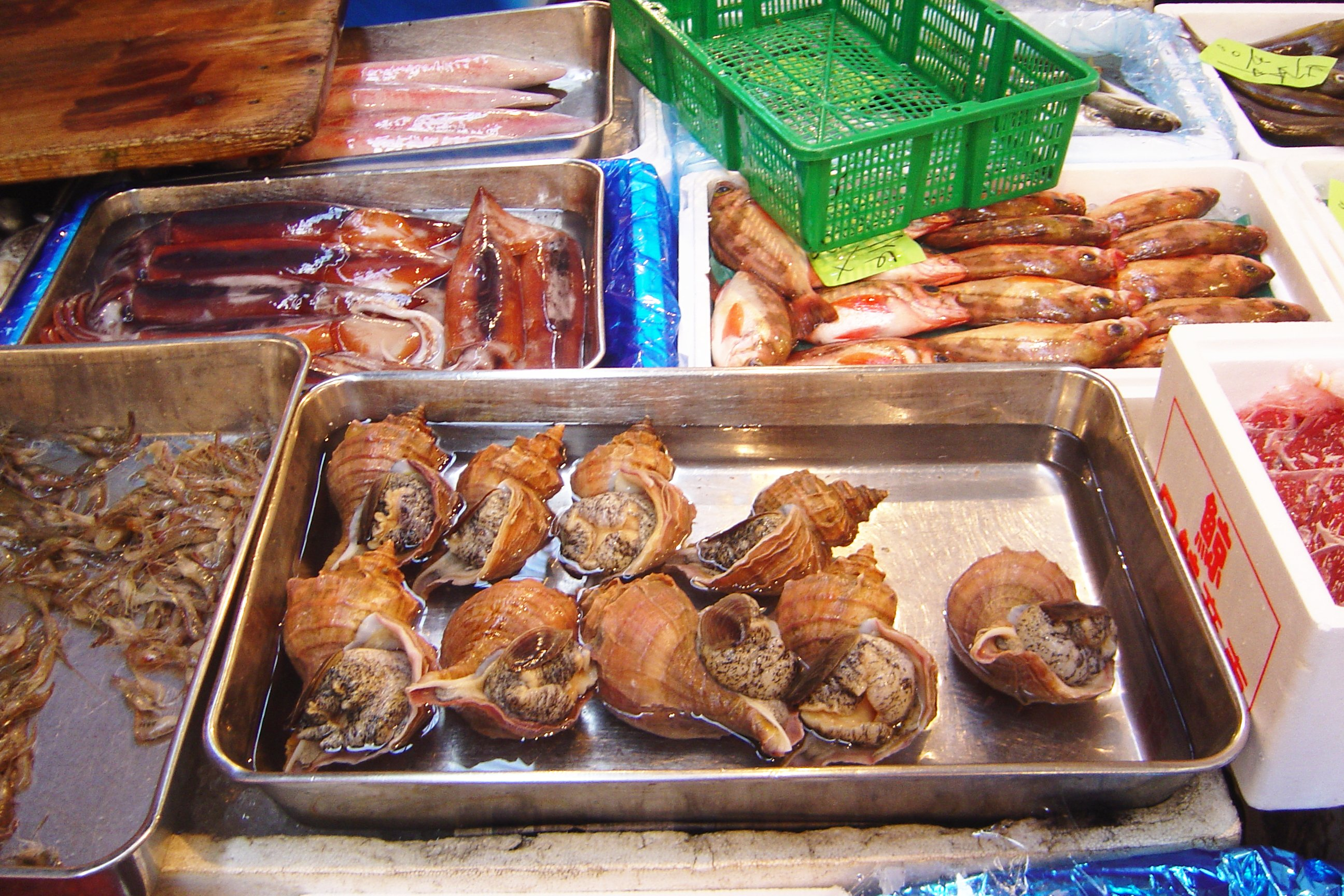
Aangeboden zeeslakken op een vismarkt in Tokio, een noordhoren-soort (Neptunea)

Ook de mens waardeert slakken als voedsel. Er zijn ongeveer twintig Europese slakkensoorten die worden gegeten in restaurants en ze worden gezien als een delicatesse. Terwijl ze van oorsprong in de natuur geraapt werden, is er sinds de jaren 1970 een groeiende sector waarin eetbare landslakken voor de consumptie gekweekt en verwerkt worden.
Er zijn ook veel soorten die het restaurant nooit halen omdat ze commercieel niet interessant zijn, maar die wel door veel mensen gegeten worden (meestal zelf gevangen).
Veelgegeten zeeslakken zijn bijvoorbeeld de (gewone) Alikruik (Littorina littorea), die op en tussen de rotsblokken wordt verzameld en de wulk (Buccinum undatum) die uit zee wordt opgevist. De laatste wordt vooral in zuidelijker streken gegeten.
Met name in Frankrijk is de wijngaardslak zeer populair op de menukaart. In landen als Servië, Bosnië en Herzegovina, Montenegro, Roemenië, Bulgarije, Noord-Macedonië en Kroatië worden tegenwoordig wijngaardslakken gekweekt voor de export. Door ontsnapping hebben enkele soorten zich buiten hun natuurlijke areaal verspreid waar zij zich vaak als een plaag ontwikkelen.
De bekendste eetbare landslakken die in milde klimaat voorkomen zijn de volgende:
- De (gewone) wijngaardslak (Helix pomatia); diameter van huisje 40 - 55 millimeter, 25 tot 45 gram vlees, wordt ook wel escargot de Bourgogne genoemd vanwege de Bourgogne als bekendste vangstgebied. In Nederland is dit een beschermde soort die dus niet mag worden verzameld.
- De segrijnslak (Cornu aspersum), een kleinere verwant van de wijngaardslak die zich wereldwijd tot een ware plaag heeft ontwikkeld in stadsparken, tuintjes en andere niet-natuurlijke habitats; twee vormen van deze soort zijn populair op het menu:
  - Een kleine vorm met een diameter van het huisje van 28 tot 32 millimeter, 7 tot 15 gram vlees, leeft oorspronkelijk in landen rondom de Middellandse Zee en de Atlantische kust van Frankrijk en wordt 'Petit Gris' genoemd ('klein grijs'). Dit is de vorm die zich tot een wereldwijde plaag ontwikkeld heeft;
  - Een grotere vorm met een diameter van het huisje van 40 tot 45 millimeter, 20 tot 30 gram vlees, komt voor in Afrika en wordt 'Gros-Gris' genoemd ('groot grijs');
- De Turkse slak (Helix lucorum): heeft een natuurlijk verspreidingsgebied op de Balkan en in Turkije. Het is de grote broer van de wijngaardslak en wordt in het bijzonder gewaardeerd om zijn grote, robuuste, decoratieve huis. Het is een eetbare slak die steeds populairder wordt, mede omdat het in Oost-Europa en Turkije nog veel voorkomt en er praktisch geen restricties zijn op het verzamelen ervan in de natuur.

### Slakken in geneeskunde en cosmetica
Slakken behoren vanwege hun helende eigenschappen sinds mensheugenis tot de farmacopee in de geneeskunde. Het gaat hierbij voornamelijk om het slakkenslijm van de wijngaard- en segrijnslak. Maar ook andere tuinslakken, Afrikaanse reuzenslakken (in het bijzonder de achatina fulica) en zelfs naaktslakken worden van oudsher voor farmaceutische en cosmetische doeleinden gebruikt.
In de 20e eeuw zijn huidcrèmes, hoestdrankjes en therapeutische behandelingen gecommercialiseerd. Toch is er nog veel onduidelijkheid over de exacte farmaceutische eigenschappen van de diverse stoffen in de slak en is wetenschappelijk onderzoek daarover in de geneeskunde en cosmetica gaande. Zo worden slakken onder andere in oncologisch onderzoek gebruikt en zijn zeeslakken van de kegelslakkenfamilie (Conidae) vanwege hun natuurlijke gif onderwerp van onderzoek en ontwikkeling voor de vervaardiging van nieuwe pijnstillers.

### Bestrijding
Slakken zijn een gruwel voor veel tuinliefhebbers vanwege de plantenetende levenswijze van veel soorten. Sommige soorten eten het liefst de jonge, frisse groene blaadjes, waardoor bijvoorbeeld bij sla-achtige planten of rozen een ware verwoesting kan worden aangericht. Het zijn voor een deel naaktslakken die deze schade aanrichten, maar lang niet alle naaktslakken leven bovengronds. Sommige akkerslakken leven ook ondergronds en vreten dan aan wortels en knollen.
Slakken zijn op verschillende manieren te bestrijden, bijvoorbeeld ze te vangen met lokstoffen en vallen en ze daarna uit te zetten in de natuur of op een 'diervriendelijke' manier te doden.
Bedacht moet echter worden het maar om een beperkt aantal soorten gaat: veel soorten leven van ander voedsel dan levende planten en er zijn daarnaast ook veel soorten die juist heel 'nuttig' werk doen door dood materiaal op te ruimen en als voedingsstof aan de bodem toe te voegen.

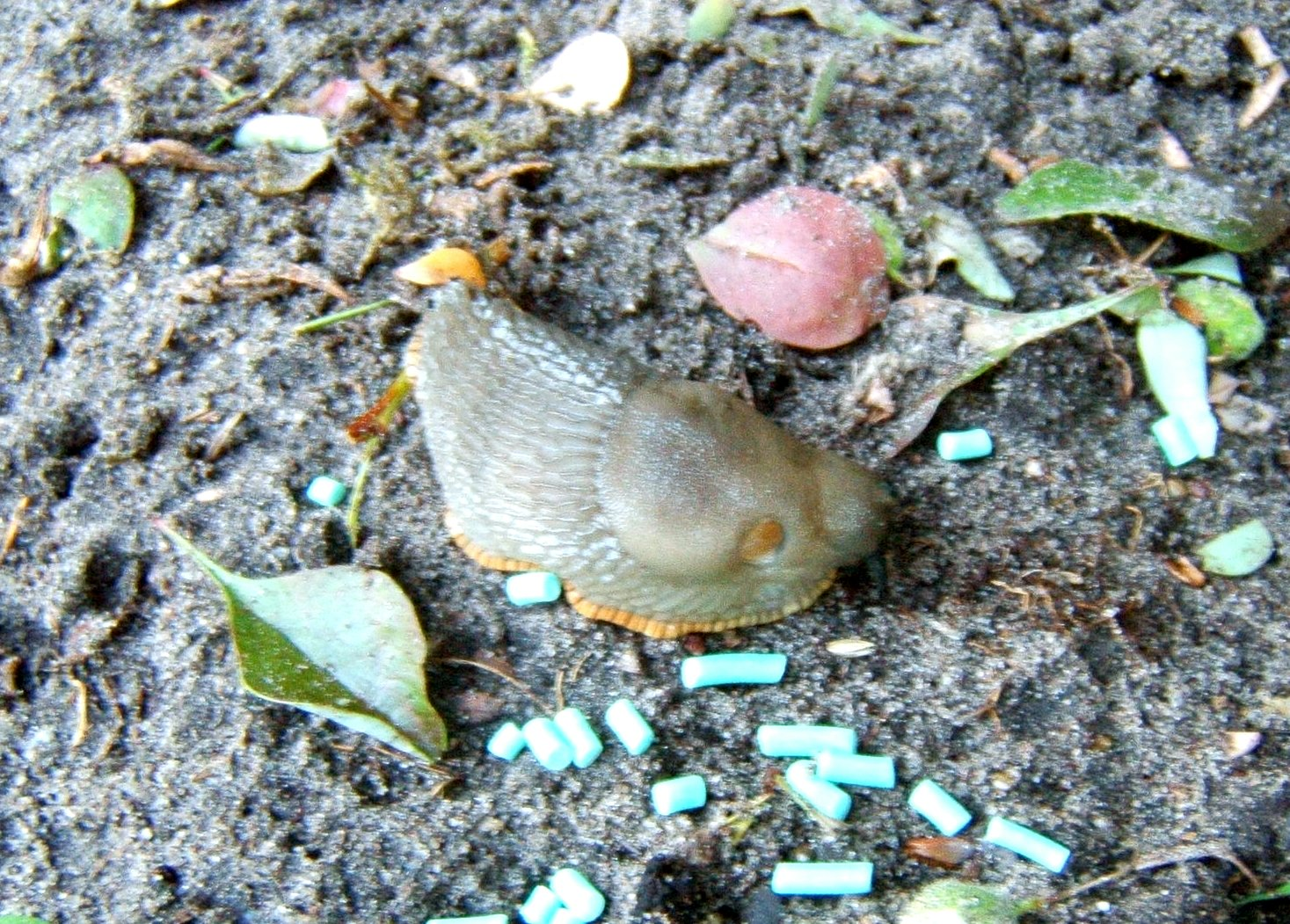
Een naaktslak aan zijn galgenmaal

Het gebruik van gifstoffen zoals slakkenkorrels moet daarom tot het uiterste worden beperkt en eigenlijk geheel ontraden want die stoffen maken in het algemeen geen onderscheid tussen 'nuttige' en 'schadelijke' soorten. Slakkenkorrels doden de slak, maar eenmaal vergiftigd en na te zijn opgegeten door bijvoorbeeld een vogel hebben de korrels vervelende gevolgen hoger in de voedselketen. Dit komt doordat mercaprodimenthur, metaldehyde en methiocarb als werkzame stoffen worden gebruikt, die ook schadelijk zijn voor vogels en zoogdieren.
Het is beter slakken te lokken en daarna uit te zetten, of te voeren aan andere dieren als vogels, sommige eenden, kippen enz. of 'diervriendelijk' te doden. Voorbeelden van lokstoffen zijn omgekeerde citrusvruchten of meloenen die de slakken uitvreten en als schuilplaats beschouwen. Ze kunnen de volgende ochtend 'geoogst' worden. De gevangen dieren kunnen worden uitgezet in hagen en houtwallen.
Slakken kunnen absoluut niet tegen zout, maar het doden van slakken met zout is een bijzonder dieronvriendelijke oplossing omdat de slak langzaam wordt weggevreten. Dit komt doordat de slak voor verreweg het grootste deel uit water bestaat en zout onttrekt door osmose al het water aan de slak. Uiteindelijk blijft er een hoop groene slijm over. Wat bovendien vaak vergeten wordt, is dat zout zeer schadelijk is voor de bodem en voor bepaalde planten die op deze bodem groeien. En het zout blijft lange tijd in de bovenlaag van de bodem aanwezig voor het is weggespoeld. Wanneer slakken in huis binnendringen is het wel zinvol (als tijdelijke oplossing) zout te strooien voor de plaats waar ze het huis binnenkomen, omdat ze dit zullen vermijden.
Het invriezen van verzamelde slakken is al beter, omdat de dieren langzaam wegzakken in een rusttoestand, en vervolgens bevriezen en sterven. Rottende dode exemplaren stinken verschrikkelijk en kunnen het best worden begraven.
Indien men zeker weet dat de slak niet is vergiftigd, en het een eetbare soort zoals bijvoorbeeld de segrijnslak betreft, kan men een slakkenplaag ten voordele laten gelden. Eetbare slakken worden als delicatesse beschouwd en zijn te bereiden tot escargot. Wel is het aan te raden de dieren enkele dagen in quarantaine te houden om er zeker van te zijn dat ze blijven leven en dus niet vergiftigd zijn. Gedurende de quarantaine worden ze gewoonlijk met gemalen granen gevoed zodat de ingewanden van grit en andere ongewenst materiaal ontdaan worden. Slakken moeten goed gekookt worden om parasieten en bacteriën die een slak in zich kan dragen te doden.
Ook in aquaria worden slakken vaak als ongewenst beschouwd. Dit is vaak ten onrechte omdat veel soorten juist algeneters zijn of leven van dood plantaardig materiaal en dus het aquarium 'schoon' houden. In aquaria worden onder andere kogelvissen vaak gebruikt om van een slakkenplaag af te komen. Sommige slakkensoorten, zoals de geeloranje appelslakken en de slanke knobbelhoren zijn juist populair om in het aquarium gehouden te worden.

## Bekende soorten
In Nederland en België leven enkele honderden soorten slakken, de meeste in zee, en enkele tientallen op het land en in zoet water. Enkele bekende soorten uit de lage landen zijn:

### Landnaaktslakken
- Grote wegslak
- Zwarte wegslak
- Spaanse wegslak
- Gestippelde kielslak

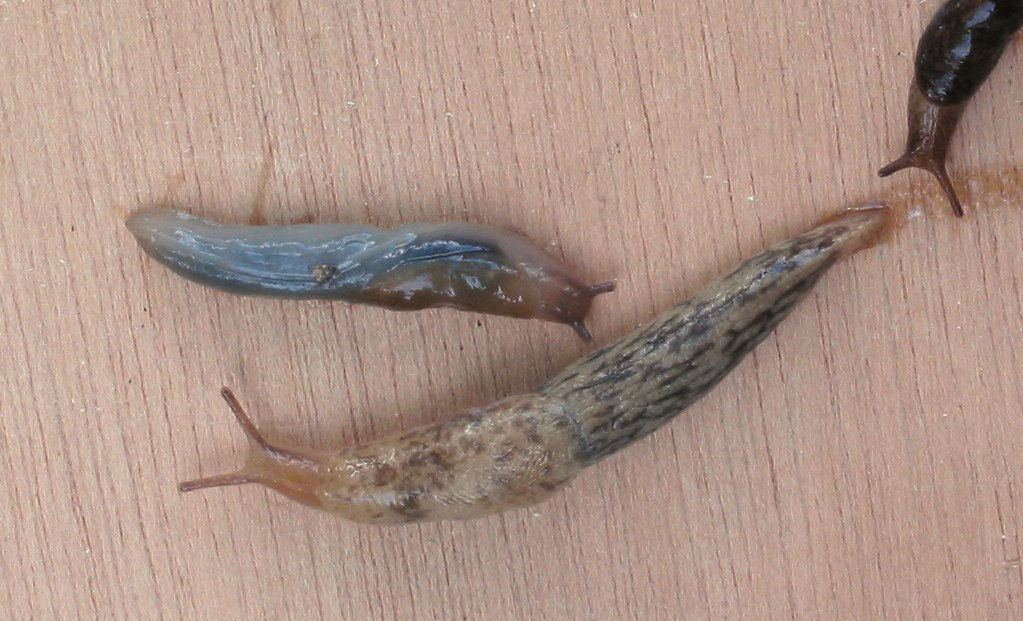
Gevlekte akkerslak
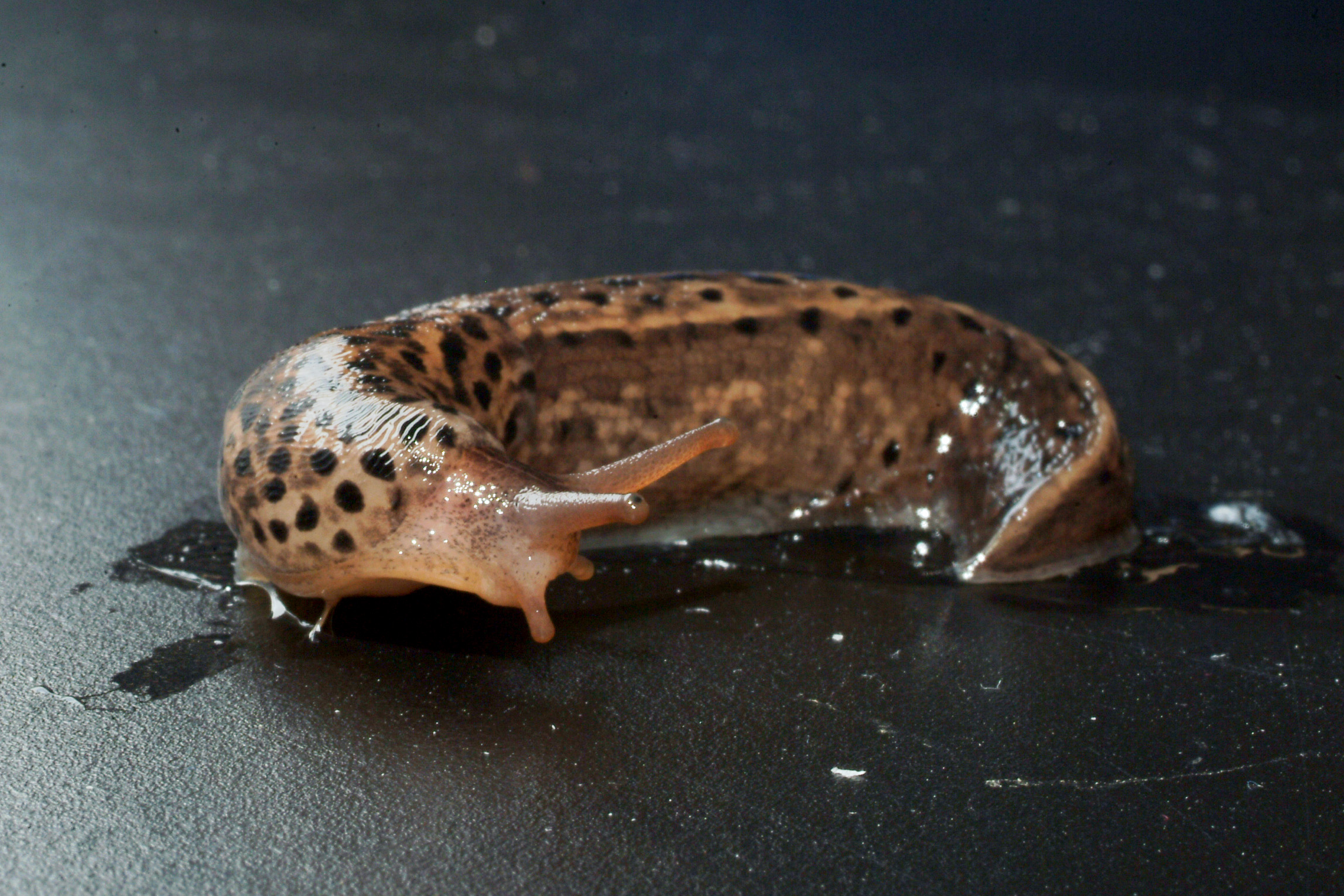
Grote aardslak
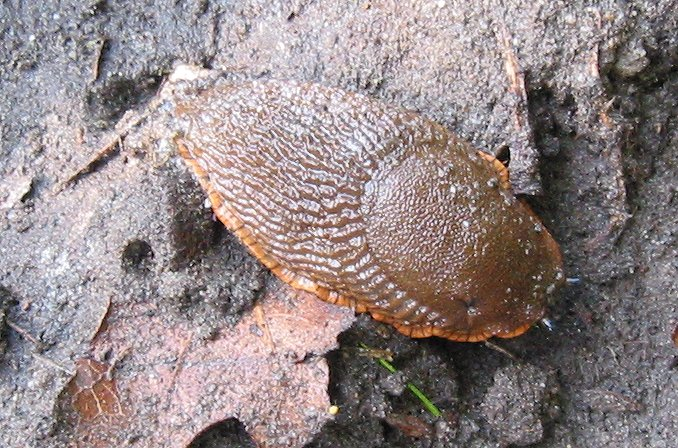
Wegslak

### Huisjesslakken
- Barnsteenslak (land)
- Wijngaardslak (land)
- Penhoren (zee)
- Wadslakje (zee)

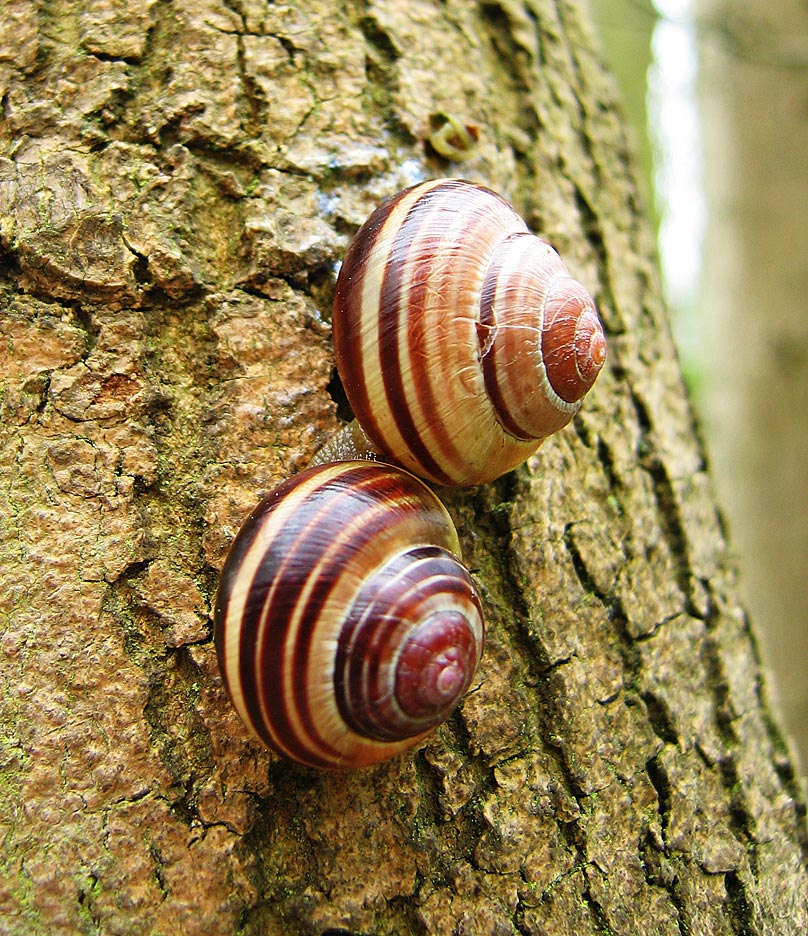
Gewone tuinslak (land)
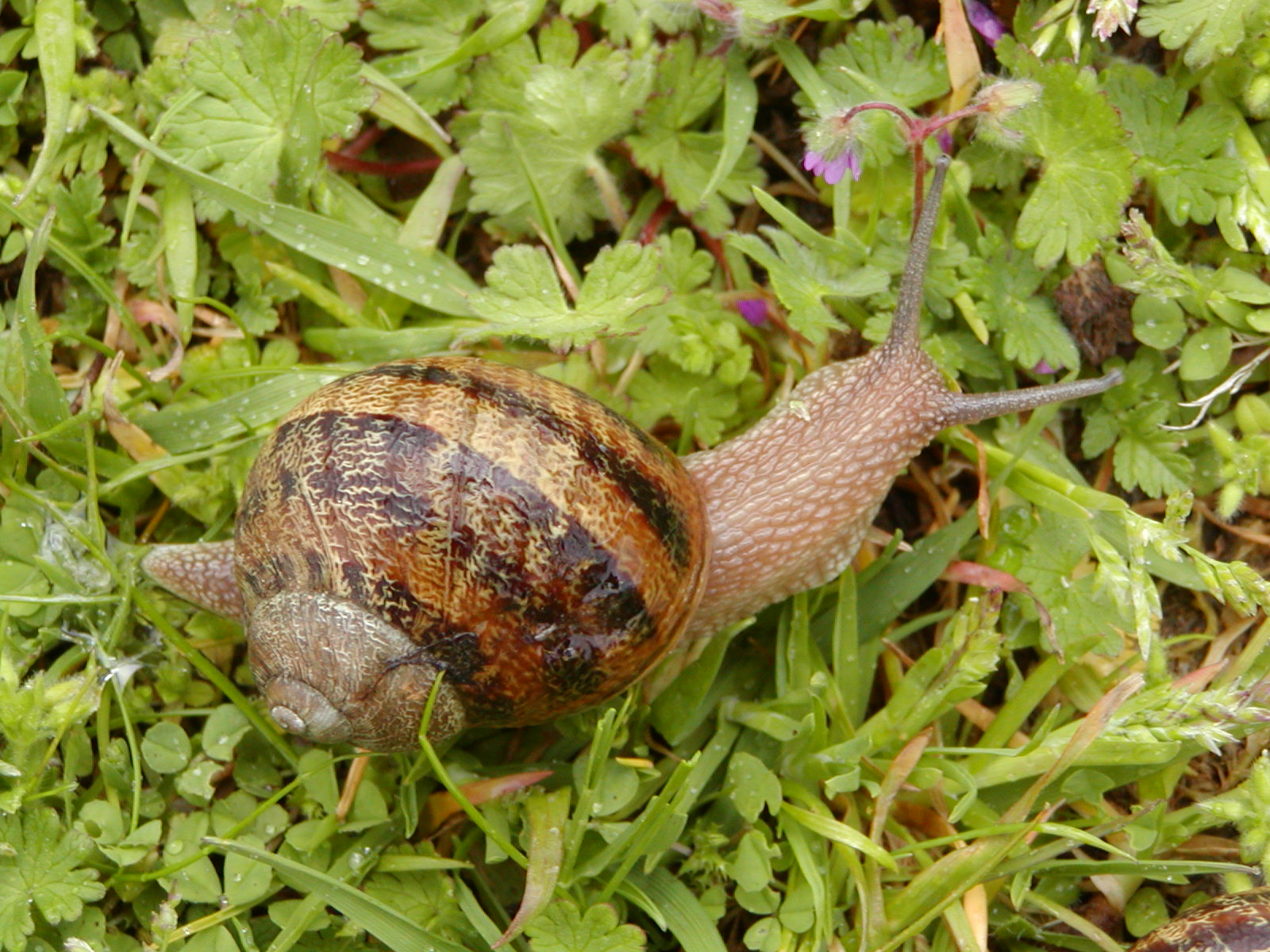
Segrijnslak (land)
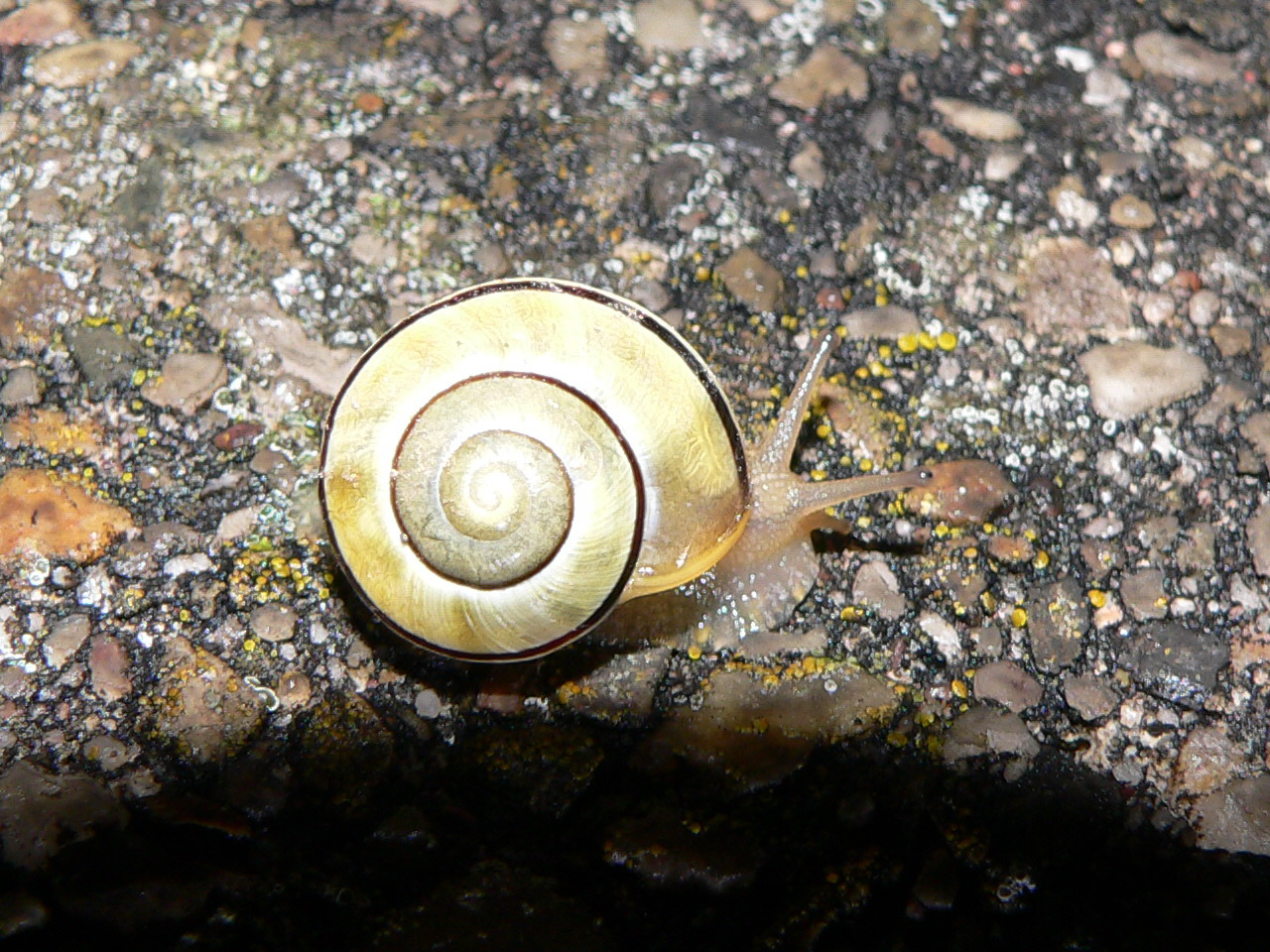
Witgerande tuinslak (land)
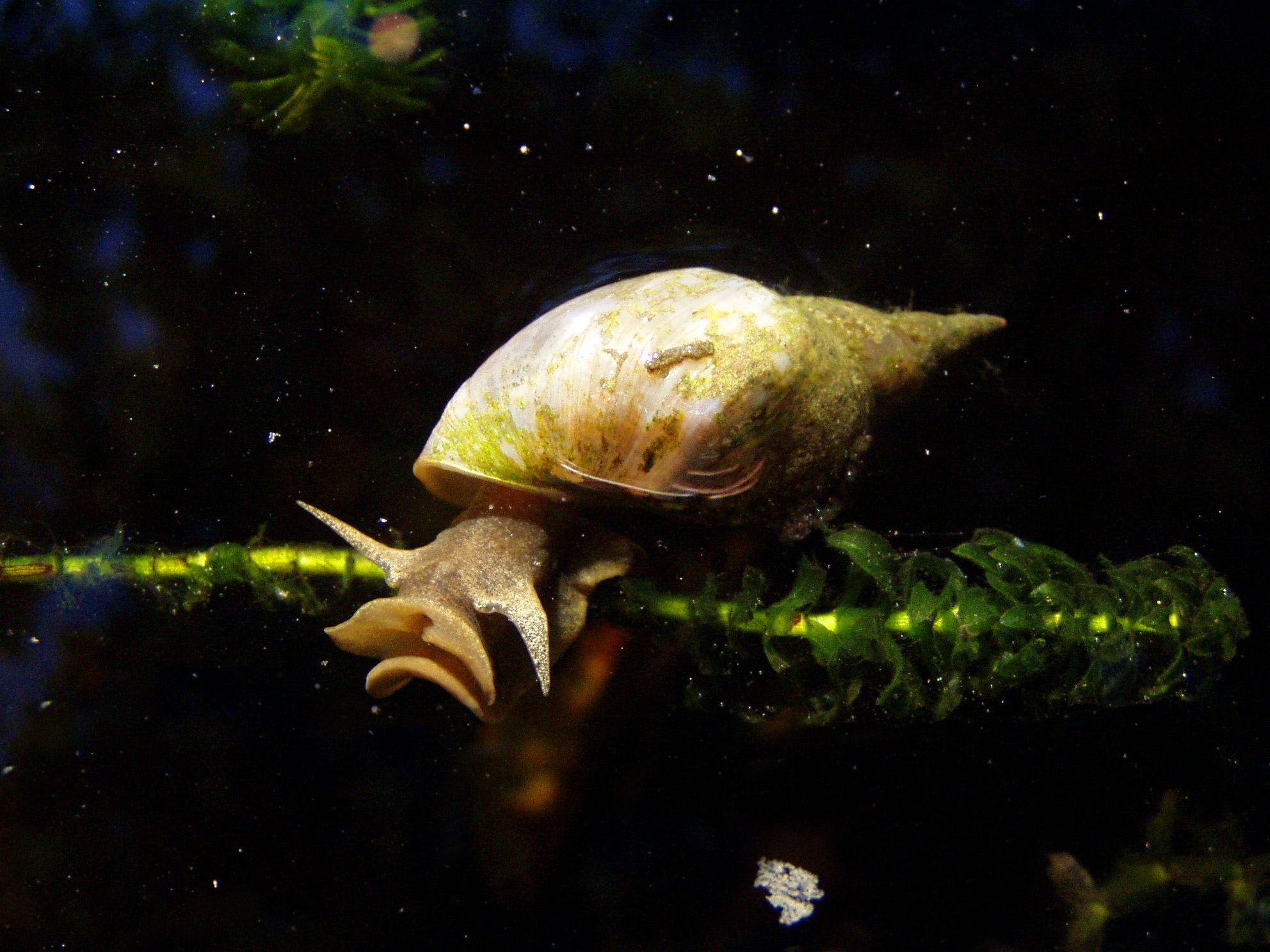
Poelslak (zoet water)
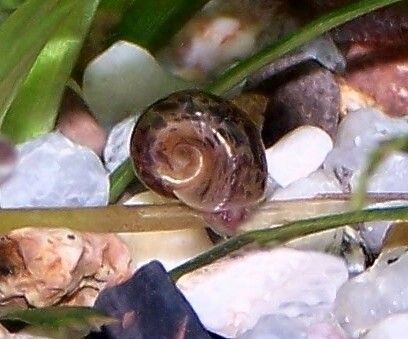
Grote posthorenslak (zoet water)
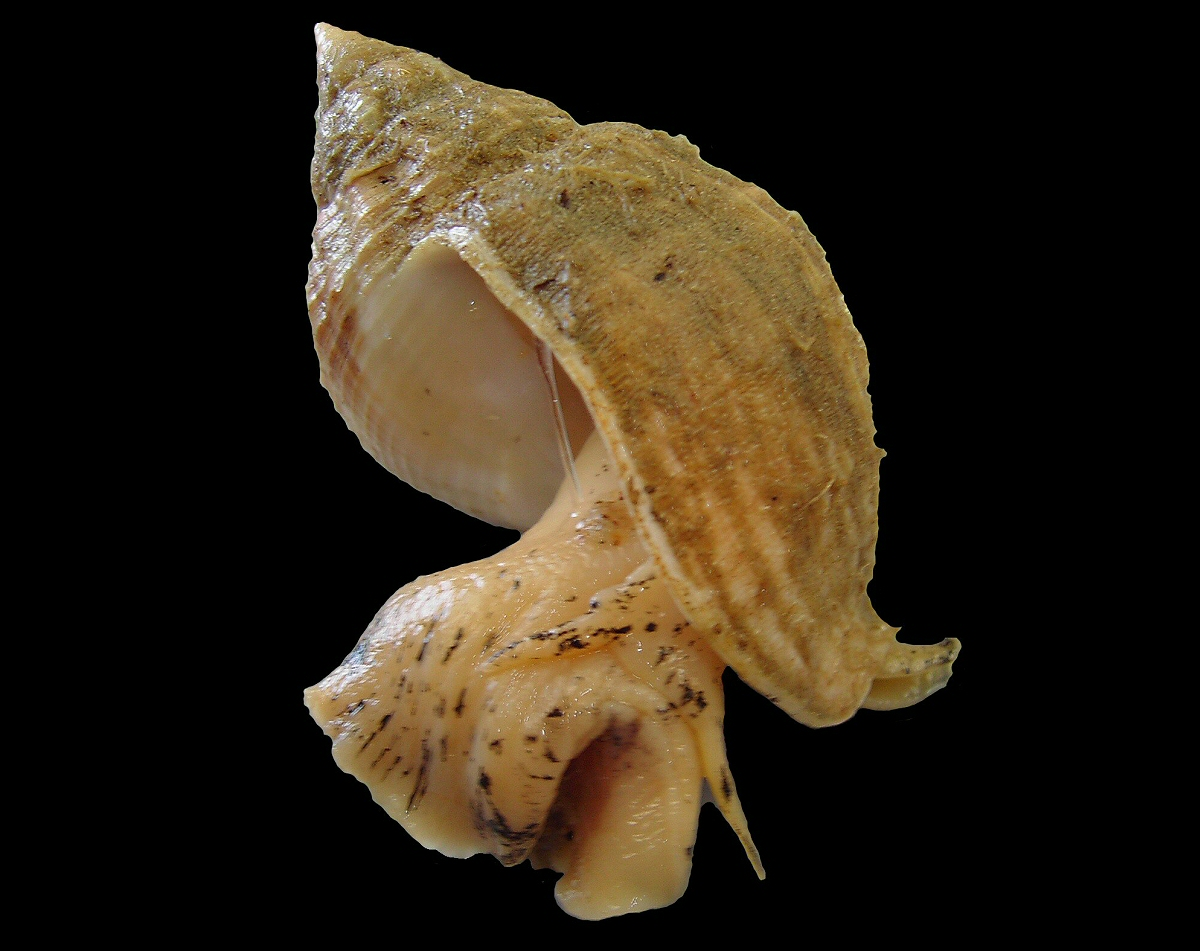
Wulk (zee)
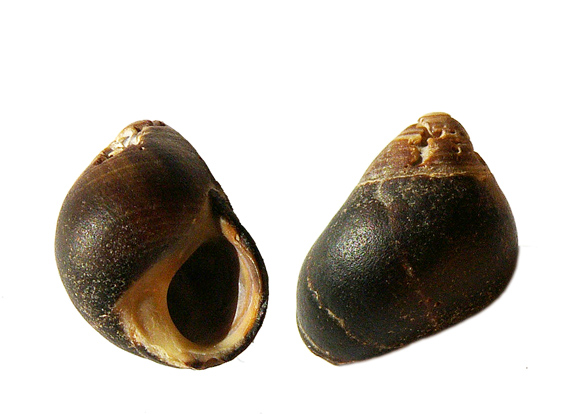
Alikruik (zee)

## Taxonomie
Slakken zijn ingedeeld in verschillende groepen, zoals ordes, families en geslachten. De slakken zijn verdeeld in 3 onderklasses en 14 ordes. Iedere orde heeft weer zijn eigen kenmerken, veelal zijn de soorten van verschillende orden goed uit elkaar te houden door de specifieke aanpassingen van het lichaam aan de diverse leefomstandigheden.
De meeste soorten slakken zijn huisjesslakken, de naaktslakken zijn in de minderheid. Naaktslakken zijn overigens geen aparte groep van slakken maar komen in diverse groepen huisjesdragende slakken voor. De slakken zijn onderverdeeld in twee groepen die kieuwen hebben (kieuwslakken) en een derde groep, die bestaat uit soorten met longen, de longslakken (Pulmonata). Soorten met kieuwen kunnen tot de slakken met kieuwen voor het hart behoren (Prosobranchia), slakken met kieuwen achter het hart behoren tot de Opistobranchia. Deze twee groepen slakken zijn parafyletisch. De longslakken zijn een monofyletische groep, ze stammen van elkaar af. Deze vroegere indeling in drie groepen wordt nog wel gebruikt maar over de onderliggende groepen is nog veel onduidelijkheid en er worden nog steeds soorten ontdekt.
- Stam Mollusca (weekdieren)
  - Klasse: Gastropoda Cuvier, 1797

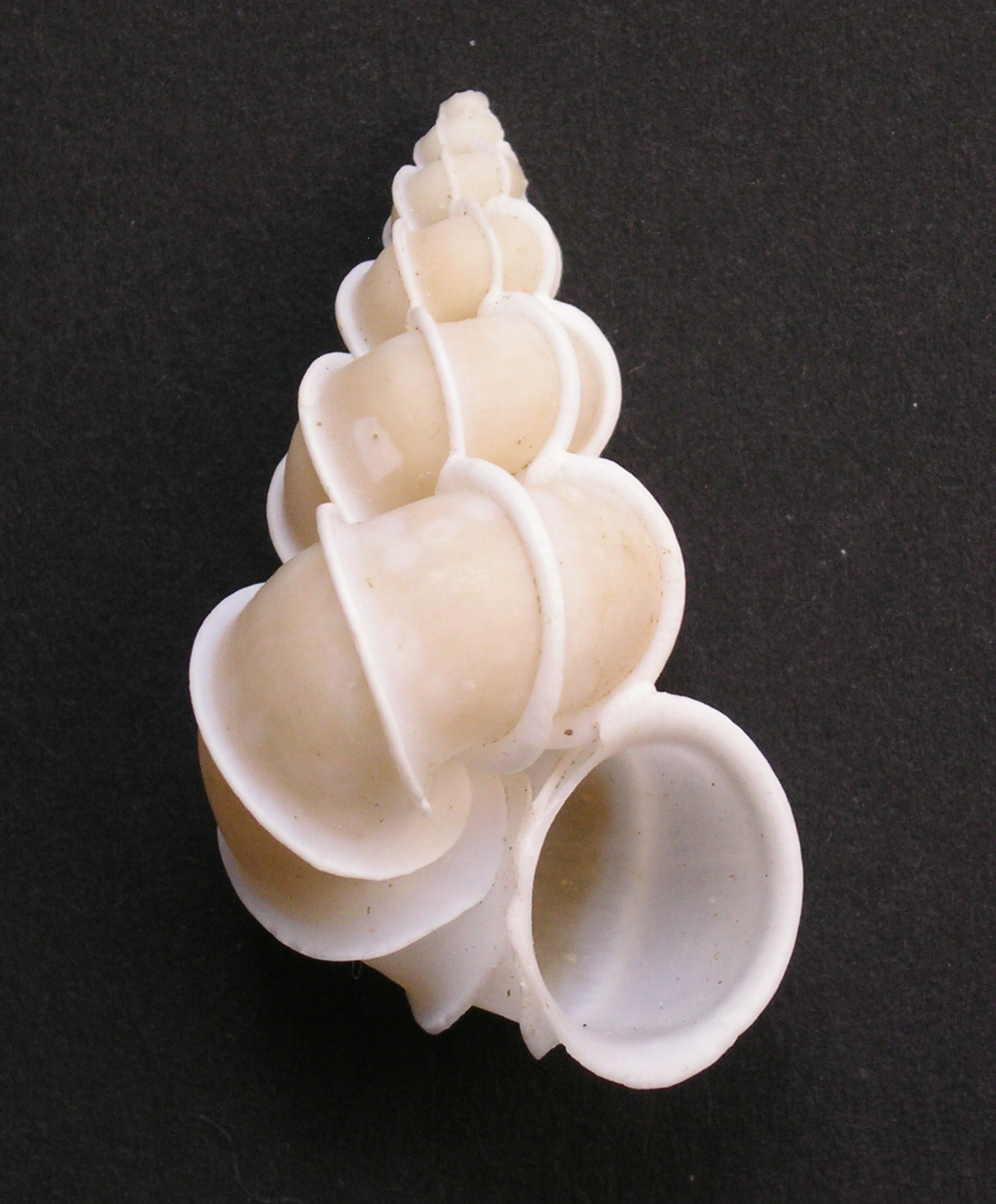
Epitonium scalare

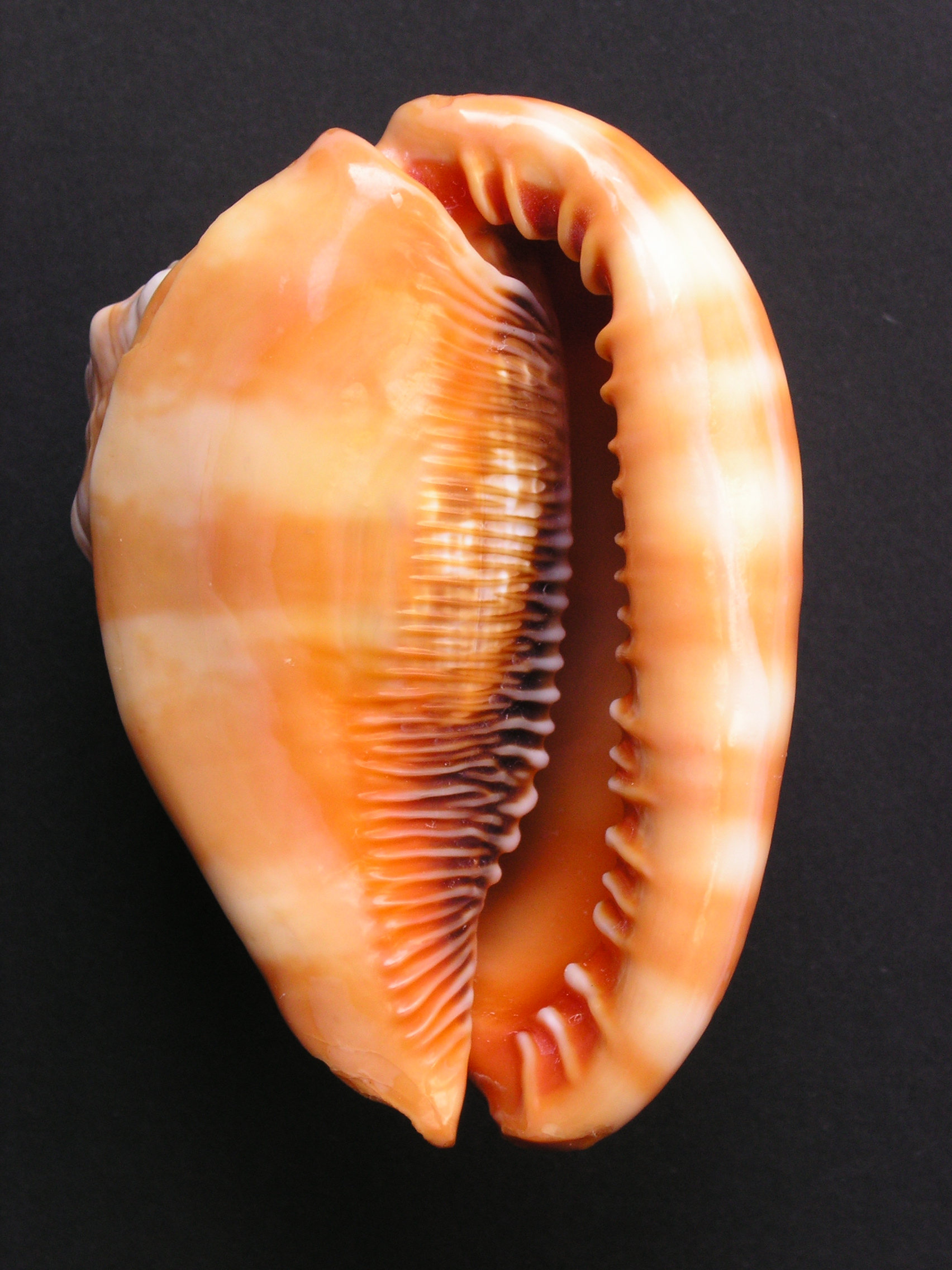
Cypraecassis rufa

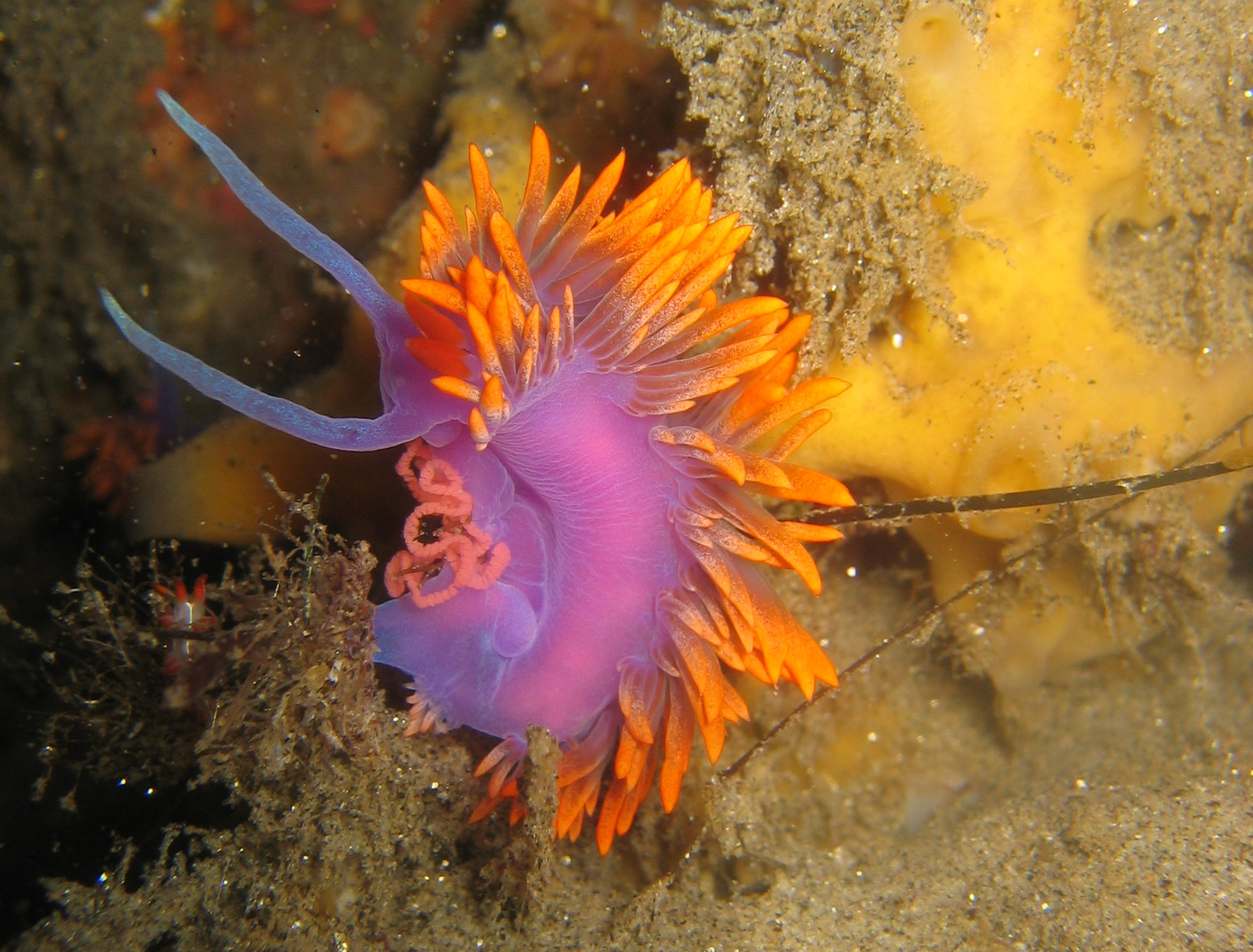
Flabellina iodinea

    - Subklasse: Pulmonata Cuvier, 1817
      - Orde: Acteophila
      - Orde: Basommatophora
      - Orde: Heterostropha
      - Orde: Neotaenioglossa
      - Orde: Patellogastropoda
      - Orde: Rhodopemorpha
      - Orde: Stylommatophora
      - Orde: Systellommatophora
      - Orde: Thecosomata Blainville, 1824

    - Subklasse: Opisthobranchia Milne-Edwards, 1848
      - Orde: Acochlidioidea
      - Orde: Anaspidea
      - Orde: Cephalaspidea P. Fischer, 1883
      - Orde: Gymnosomata Blainville, 1824
      - Orde: Notaspidea
      - Orde: Nudibranchia Blainville, 1814
      - Orde: Sacoglossa
      - Orde: Soleolifera

    - Subklasse: Prosobranchia Milne-Edwards, 1848
      - Familie: Enteroxenidae Heding and Mandahl-Barth, 1938
      - Orde: Archaeogastropoda Thiele, 1925
      - Orde: Architaenioglossa
      - Orde: Entomotaeniata Bartsch, 1916
      - Orde: Mesogastropoda Thiele, 1925
      - Orde: Neogastropoda
      - Orde: Neritopsina

### Indeling volgens WoRMS
- Onderklasse Caenogastropoda
- Onderklasse Cocculiniformia
- Onderklasse Heterobranchia
- Onderklasse Neomphalina
- Onderklasse Neritimorpha
- Onderklasse Patellogastropoda
- Onderklasse Vetigastropoda
- † Onderklasse incertae sedis
  - Familie  † Codonocheilidae S. A. Miller, 1889
  - Familie  † Craspedostomatidae Wenz, 1938
  - Familie  † Crassimarginatidae Frýda, Blodgett & Lenz, 2002
  - Familie  † Discohelicidae Schröder, 1995
  - Familie  † Isospiridae Wangberg-Eriksson, 1964
  - Familie  † Paraturbinidae Cossmann, 1916
  - Familie  † Pragoserpulinidae Frýda, 1998
  - Familie  † Raphistomatidae Koken, 1896
    - =  † Ceratopeidae Yochelson & Bridge, 1957

  - Familie  † Rhytidopilidae Starobogatov, 1976
  - Familie  † Scoliostomatidae Frýda, Blodgett & Lenz, 2002
  - Familie  † Sinuopeidae Wenz, 1938
  - Familie  † Yuopisthonematidae Nützel, 2017
    - =  † Opisthonematidae Yu, 1976

  - Superfamilie  † Clisospiroidea S. A. Miller, 1889
    - Familie  † Clisospiridae S. A. Miller, 1889
    - Familie  † Onychochilidae Koken, 1925

  - Superfamilie  † Euomphaloidea White, 1877
    - Familie  † Euomphalidae White, 1877
    - Familie  † Helicotomidae Wenz, 1938
    - Familie  † Lesueurillidae P. J. Wagner, 2002
    - Familie  † Omphalocirridae Wenz, 1938
    - Familie  † Omphalotrochidae Knight, 1945
    - = Superfamilie  † Straparollinoidea P. J. Wagner, 2002

  - Superfamilie  † Loxonematoidea Koken, 1889
    - Familie  † Loxonematidae Koken, 1889
    - Familie  † Palaeozygopleuridae Horný, 1955

  - Superfamilie  † Ophiletoidea Koken, 1907
    - Familie  † Ophiletidae Koken, 1907

  - Superfamilie  † Oriostomatoidea Koken, 1896
    - Familie  † Oriostomatidae Koken, 1896
    - Familie  † Tubinidae Knight, 1956

  - Superfamilie  † Palaeotrochoidea Knight, 1956
    - Familie  † Palaeotrochidae Knight, 1956

  - Superfamilie  † Trochonematoidea Zittel, 1895
    - Familie  † Lophospiridae Wenz, 1938
    - Familie  † Trochonematidae Zittel, 1895

### Moderne inzichten
De klassieke indeling in ordes en superfamilies is aan verandering onderhevig. Sinds 2005 wordt veelal een indeling in clades gebruikt die is gebaseerd op die van Bouchet & Rocroi uit 2005 en eventuele wijzigingen daarop.
- Paleozoïsche mollusken met een nog onduidelijke plaats in de indeling
- Clade Patellogastropoda
- Clade Vetigastropoda
- Clade Cocculiniformia
- Clade Neritimorpha
  - Paleozoïsche Neritimorpha met een nog onduidelijke plaats in de indeling
  - Clade †Cyrtoneritimorpha
  - Clade Cycloneritimorpha
- Clade Caenogastropoda
  - Caenogastropoda met een nog onduidelijke plaats in de indeling
  - Informele groep Architaenioglossa
  - Clade Sorbeoconcha
  - Clade Hypsogastropoda
    - Clade Littorinimorpha
    - Informele groep Ptenoglossa
    - Clade Neogastropoda
- Clade Heterobranchia
  - Informele groep Lower Heterobranchia
  - Informele groep Opisthobranchia
    - Clade Cephalaspidea
    - Clade Thecosomata
    - Clade Gymnosomata
    - Clade Aplysiomorpha
    - Groep Acochlidiacea
    - Clade Sacoglossa
    - Groep Cylindrobullida
    - Clade Umbraculida
    - Clade Nudipleura
      - Clade Pleurobranchomorpha
      - Clade Nudibranchia
        - Clade Euctenidiacea
        - Clade Dexiarchia
          - Clade Pseudoeuctenidiacea
          - Clade Cladobranchia
            - Clade Dendronotida
            - Clade Aeolidida

  - Informele groep Pulmonata
    - Informele groep Basommatophora
    - Clade Eupulmonata
      - Clade Systellommatophora
      - Clade Stylommatophora
        - Clade Elasmognatha
        - Clade Orthurethra
        - Informele groep Sigmurethra

## Fotogalerij

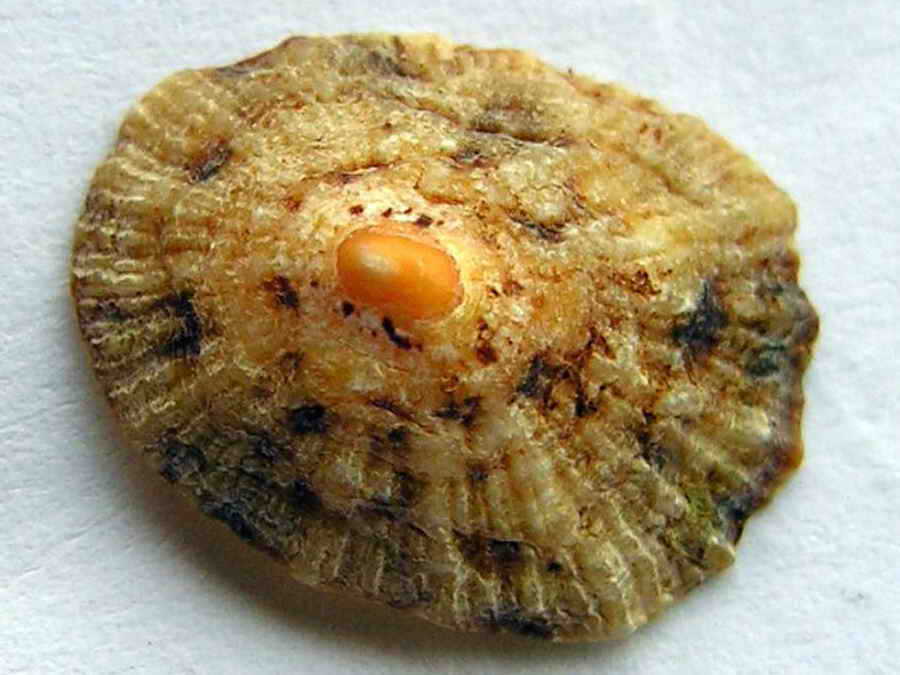
De schaalhoorn heeft een huisje zonder windingen maar is wel een slak.
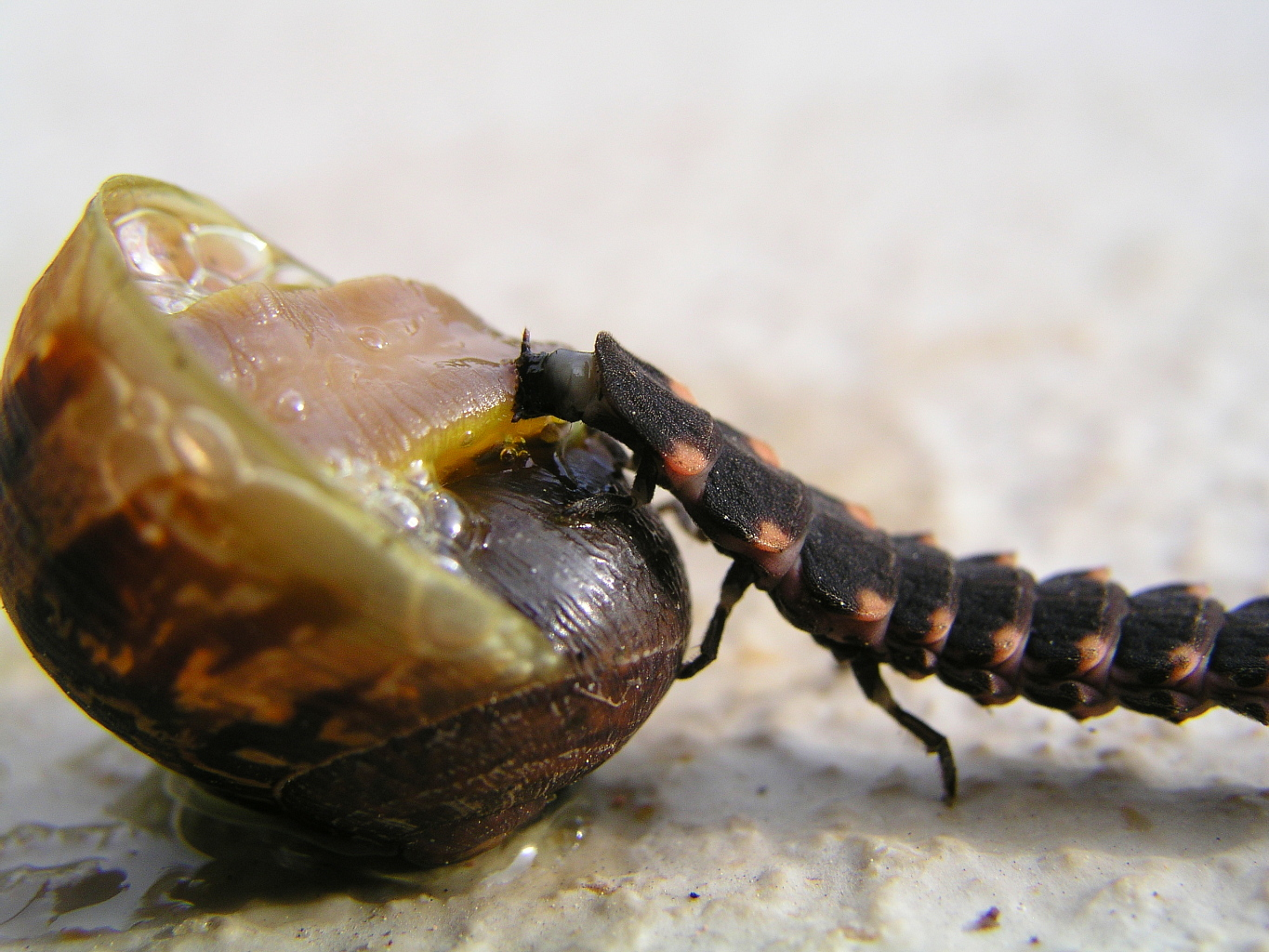
Een glimworm (keverlarve) valt een jonge segrijnslak aan.
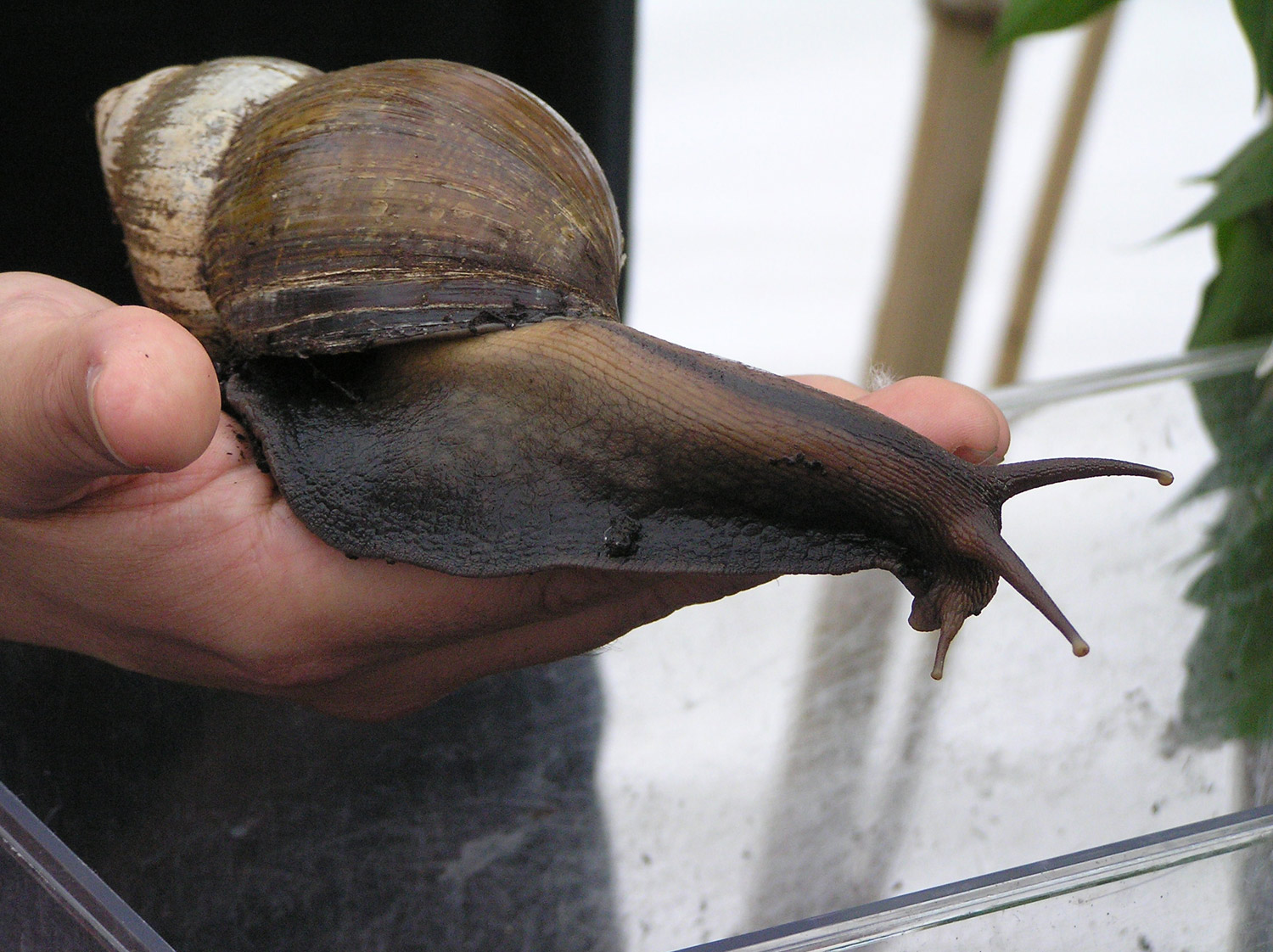
Achatina-soorten worden erg groot
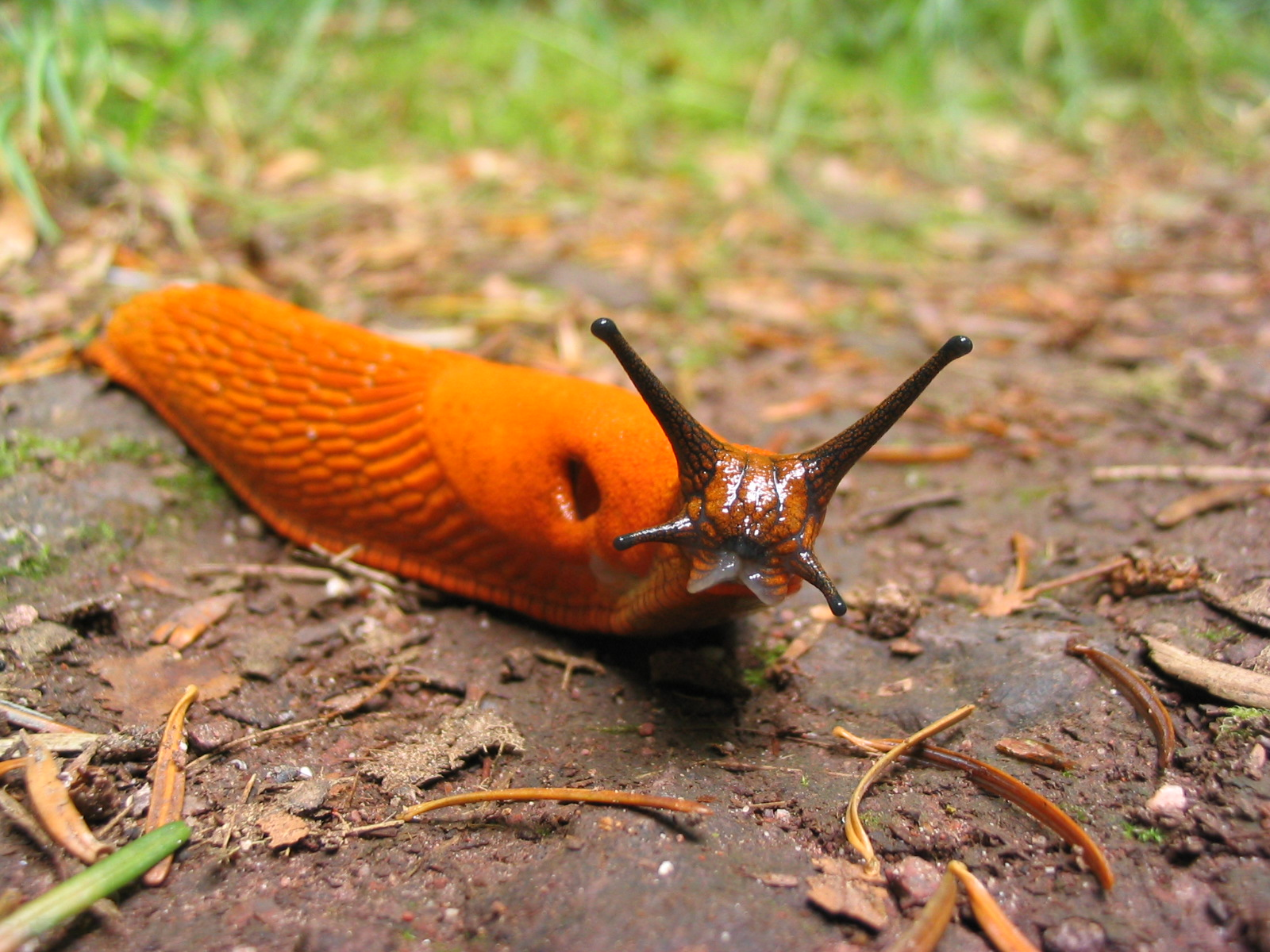
De grote of rode wegslak leeft ook in Nederland
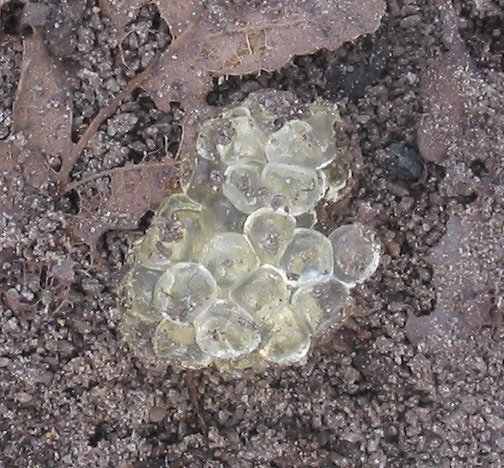
Eitjes van een naaktslak
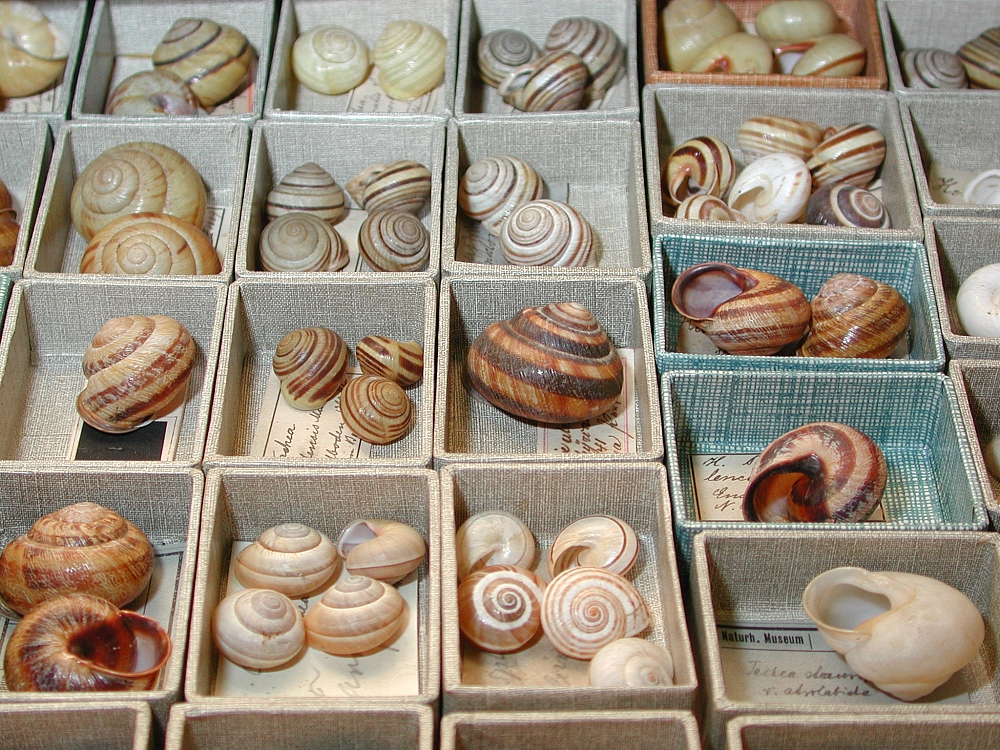
Verzameling slakkenhuisjes
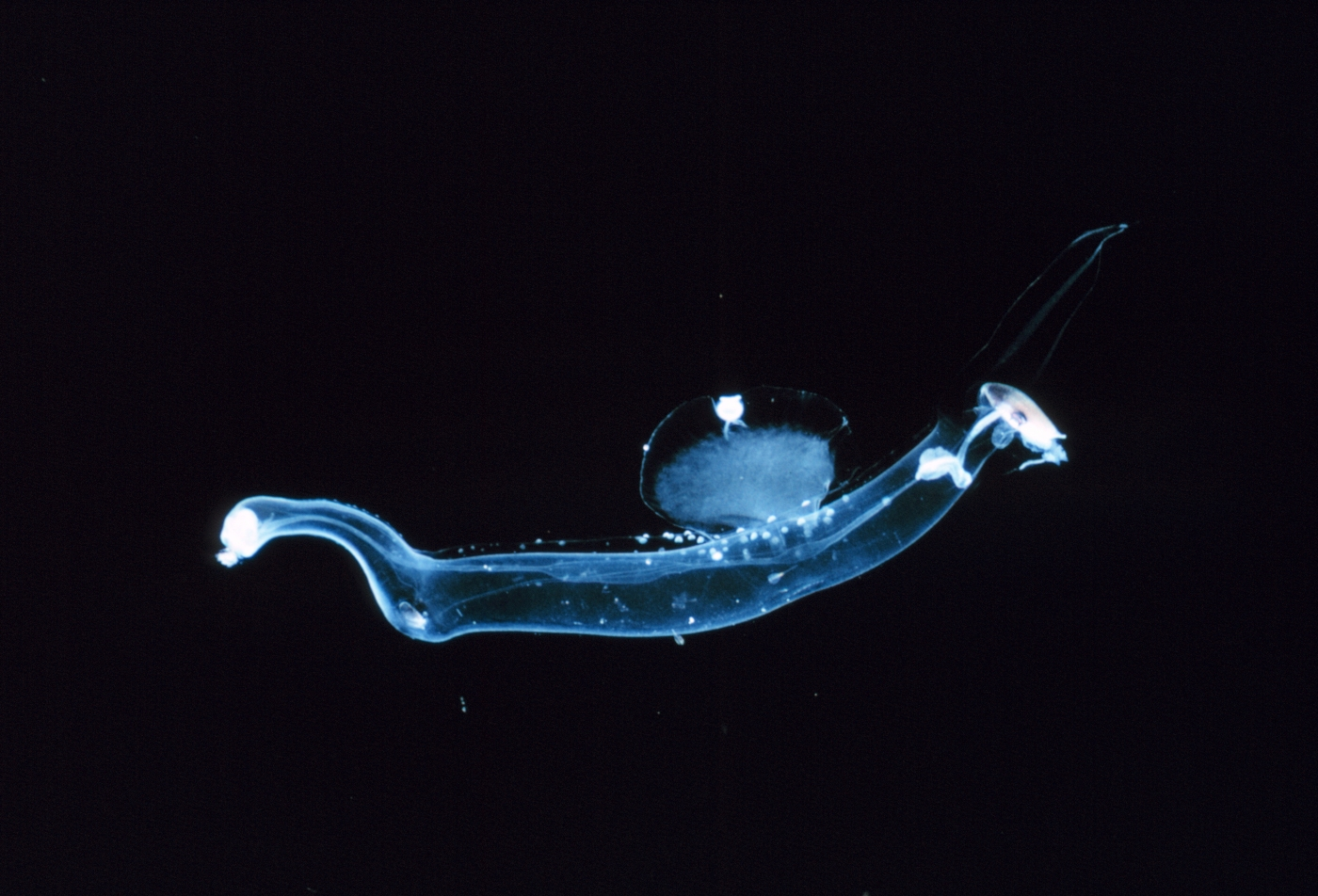
Een larve van een zeeslak behoort tot het zoöplankton
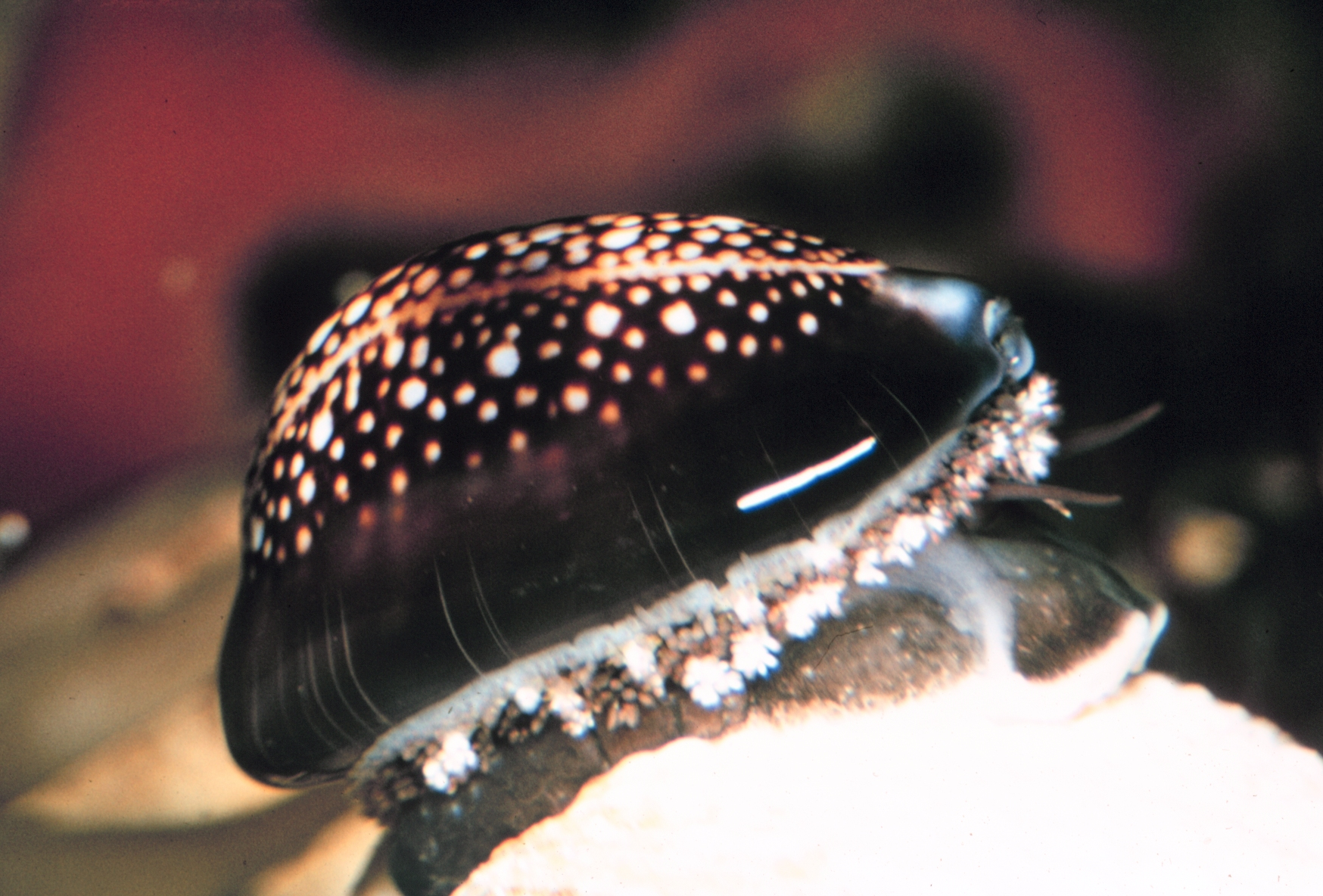
Een zeeslak
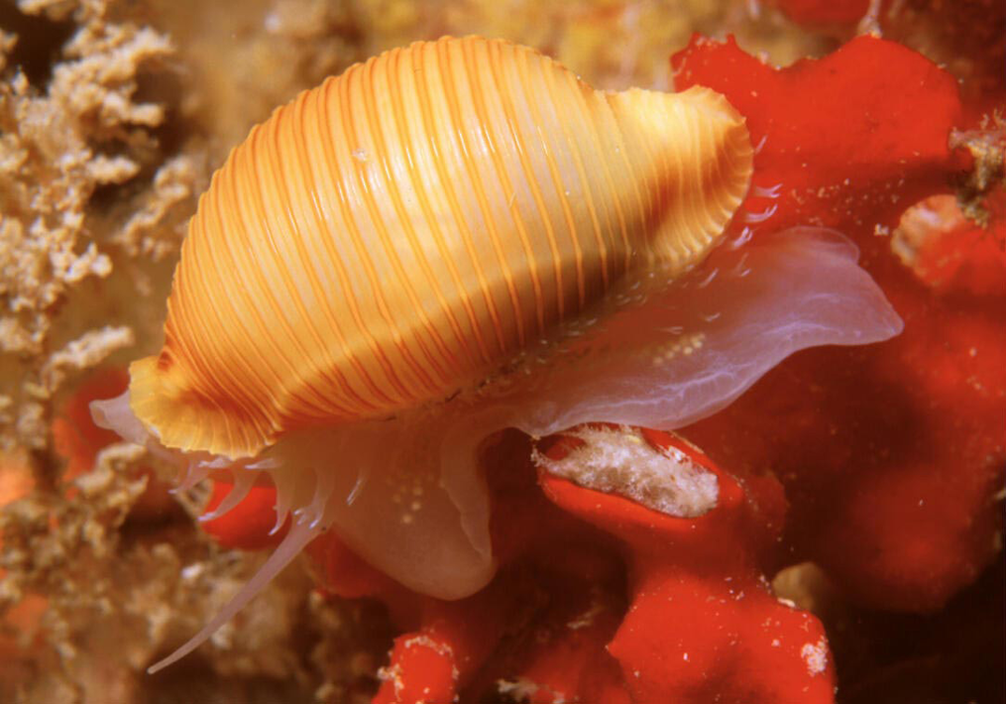
Een soort uit de familie Cypraeida
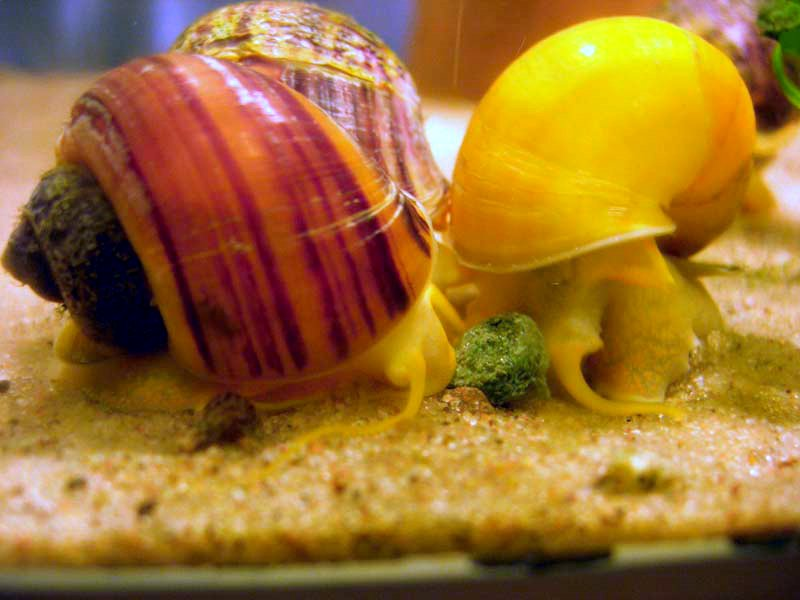
Appelslakken in een aquarium